# Abkürzungen/Luftfahrt/B–D
Dies ist der zweite Teil der Liste Abkürzungen/Luftfahrt.

## Liste der Abkürzungen
| Teil 1 | A                     | A |
| Teil 2 | B–D                   | B (BA, BB, BC, BD, BE, BF, BG, BH, BI, BJ, BK, BL, BM, BN, BO, BP, BR, BS, BT, BU, BV, BW, BY, BZ); C (CA, CB, CC, CD, CE, CF, CG, CH, CI, CJ, CK, CL, CM, CN, CO, CP, CR, CS, CT, CU, CV, CW, CX, CY, CZ); D (DA, DB, DC, DD, DE, DF, DG, DH, DI, DK, DL, DM, DN, DO, DP, DQ, CR, DS, DT, DU, DV, DW, DZ) |
| Teil 3 | E–K                   | E; F; G; H; I; J; K |
| Teil 4 | L–R                   | L; M; N; O; P; Q; R |
| Teil 5 | S–Z                   | S; T; U; V; W; X; Y; Z |
| Teil 6 | russische Abkürzungen | |
| Teil 7 | Zahlen                | Zahlen |
| Teil 7 | Anhang                | NICHT berücksichtigte Abkürzungen; Sortierkriterien |
| Teil 7 | Beispiele             | Flugplan; VFR Bulletin; METAR |

### B
(zum nächsten Buchstaben – C) … (zum Anfang der Liste)
BA, BB, BC, BD, BE, BF, BG, BH, BI, BJ, BK, BL, BM, BN, BO, BP, BR, BS, BT, BU, BV, BW, BY, BZ
| B                | Bravo                                                                                          | Int. Buchstabieralphabet (ICAO-Alphabet) |     |                   |            |
| B ( + number)    | Blue (or Bravo)                                                                                | Blaue Luftstraße (+ Zahl) |     |                   |            |
| B                | Class-B Airspace                                                                               | Luftraum der Klasse B (Luftraumstruktur) |     |                   |            |
| B                | Bomber (Aircraft)                                                                              | Bomber (zum Beispiel B-17; B-29; B-47; B-52; B-1; B-2) |     |                   |            |
| B                | Boeing                                                                                         | |     |                   |            |
| B                | Category B Aircraft                                                                            | Flugzeug der Geschwindigkeitskategorie B – in Landekonfiguration ist die Anfluggeschwindigkeit (1,3 x VS) 91–120 kt |     |                   |            |
| B                |                                                                                                | System B = System Nr. 2 (zur Unterscheidung von System A = System Nr. 1; bei manchen Systemen auch mit R – rechts und L – links – unterschieden; bei Airbus haben die drei redundanten Systeme Farbnamen) |     |                   |            |
| B                |                                                                                                | Economy Class Spezialtarif (Buchungscode der Lufthansa und Star Alliance) – siehe: Buchungsklasse |     |                   |            |
| BA               | Balance Arm                                                                                    | Hebelarm bei Massenmittelpunktsberechnungen |     |                   |            |
| BA               | Braking Action                                                                                 | Bremswirkung |     |                   |            |
| BA               |                                                                                                | Betriebsanweisung |     |                   |            |
| BA               |                                                                                                | Business Aviation |     |                   |            |
| BA               | Balloons and Airships                                                                          | Ballons (Heißluftballon, Gasballon) und Luftschiffe |     |                   |            |
| B/A              | Bank Angle                                                                                     | Schräglage, Querneigungs-Winkel |     |                   |            |
| B/A              | Battery/Charger                                                                                | |     |                   |            |
| BAA              | British Airports Authority                                                                     | BAA plc – großer Flughafenbetreiber – drei Londoner Flughäfen, vier weitere britische, Neapel und Budapest |     |                   |            |
| BAC              | British Aircraft Corporation                                                                   | Britischer Flugzeugkonzern |     |                   |            |
| BAC              | Blue Aircraft Configuration                                                                    | |     |                   |            |
| BADV             |                                                                                                | Bodenabfertigungsdienst-Verordnung |     |                   |            |
| BAE              | BAE Systems                                                                                    | Der größte Rüstungskonzern Europas |     |                   |            |
| BAe              | British Aerospace                                                                              | britischer Rüstungs- und Luftfahrtkonzern |     |                   |            |
| BAeA             | British Aerobatic Association                                                                  | Britische Kunstflugvereinigung |     |                   |            |
| BAF              | Bundesaufsichtsamt für Flugsicherung                                                           | |     |                   |            |
| BAG              | Baggage                                                                                        | Gepäck |     |                   |            |
| BAHAMAS          | Baggage Handling and Management System                                                         | |     |                   |            |
| BAI              | Battlefield Air Interdiction                                                                   | Gefechtsfeldabriegelung |     |                   |            |
| BAL              | Balance                                                                                        | Gleichgewicht |     |                   |            |
| BALPA            | British Airline Pilots Association                                                             | Vereinigung der britischen Luftverkehrspiloten |     |                   |            |
| BAO              |                                                                                                | Betriebsanordnung |     |                   |            |
| bar              |                                                                                                | Luftdruckeinheit (veraltet) – mbar ist zahlengleich mit der moderneren Einheit hPa |     |                   |            |
| BAR              | Belgian Army                                                                                   | belgische Armee |     |                   |            |
| BARIG            | Board of Airline Representatives in Germany                                                    | Vereinigung der in Deutschland vertretenen Luftverkehrsgesellschaften |     |                   |            |
| BARO             | Barometric                                                                                     | barometrisch (Barometrische Höhenmessung) |     |                   |            |
| BASA             | Bilateral Aviation Safety Agreements                                                           | |     |                   |            |
| BASE             | Cloud Base                                                                                     | Wolkenuntergrenze (Wetterschlüssel) – Spread x 400 = BASE in ft |     |                   |            |
| BASH             | Bird Aircraft strike Hazard                                                                    | Vogelschlaggefahr |     |                   |            |
| BASI             | (Australian) Bureau of Air Safety Investigation                                                | Behörde zur Untersuchung von Flugunfällen (Australien) – Teil des ATSB – Australien Transport Safety Bureau |     |                   |            |
| BASIS            | British Airways Safety Information System                                                      | |     |                   |            |
| BAT              | Battery                                                                                        | Batterie |     |                   |            |
| BATT             | Battery                                                                                        | Batterie |     |                   |            |
| BAUA             | Business Aircraft Users Association                                                            | Mitglied in der National Business Aviation Association – NBAA |     |                   |            |
| BAZ              | Back-Azimut-Station (MLS)                                                                      | (Microwave Landing System) |     |                   |            |
| BAZ              | Bundesamt für Zivilluftfahrt Schweiz                                                           | |     |                   |            |
| BAZL             | Federal Office for Civil Aviation (Switzerland)                                                | Bundesamt für Zivilluftfahrt (Schweiz) |     |                   |            |
| BB               | Back Beam; Back Course                                                                         | rückseitiger Leitstrahl (siehe: Instrumentenlandesystem) |     |                   |            |
| BB               | Restricted Commercial Pilot License                                                            | Beschränkte Berufspilotenlizenz |     |                   |            |
| BB               | Battery Bus                                                                                    | (es gibt auch einen hot battery bus) |     |                   |            |
| BB               | Broad Band                                                                                     | Breitband |     |                   |            |
| BBC              | (russ.) Военно-воздушные силы, Woenno-Wozdushnye Sily (WWS)                                    | Russische Luftstreitkräfte |     |                   |            |
| BBI              | Berlin Brandenburg International                                                               | Bis 2009 der Planungsname des im Bau befindlichen Flughafens Berlin Brandenburg im Süden Berlins, der teilweise auf dem Gelände des jetzigen Flughafens Berlin-Schönefeld gebaut wird |     |                   |            |
| BBJ              | Boeing Business Jet                                                                            | ein Geschäftsreiseflugzeug |     |                   |            |
| BBMF             | Battle of Britain Memorial Flight                                                              | |     |                   |            |
| BBML             | Infant/Baby Meal (Catering Code)                                                               | Kleinkinderessen – siehe: Flugzeugessen |     |                   |            |
| BC               | Patches                                                                                        | Schwaden – Französisch: banc; an einigen Stellen (Wetterschlüssel für METAR und TAF) |     |                   |            |
| BC               | Back Course (ILS)                                                                              | Rückseitenkurs eines ILS (auch BCRS) |     |                   |            |
| BC               | Bus Controller                                                                                 | |     |                   |            |
| B/C              | Back Course (ILS)                                                                              | Rückseitenkurs eines ILS (auch BCRS) |     |                   |            |
| BCA              | Boarding Control Assistent                                                                     | |     |                   |            |
| BCAR             | British Civil Airworthiness Requirements                                                       | |     |                   |            |
| BCAS             | Beacon Collision Avoidance System                                                              | BCAS war die Bezeichnung des Beacon Collision Avoidance System während der Entwicklung von ACAS für die US FAA bis zur Standardisierung als ACAS (Airborne Collision Avoidance System)Chapter 4 durch die ICAO. Die US-Bezeichnung ist heute TCAS (Traffic Alert and Collision Avoidance System) |     |                   |            |
| BCD              | Binary Coded Decimal                                                                           | binär codierte Dezimalzahlen (dual codierte Dezimalzahlen) |     |                   |            |
| BCFG             | Fog patches                                                                                    | Nebelschwaden |     |                   |            |
| BCH              | Beach                                                                                          | Strand |     |                   |            |
| BCK              | Back                                                                                           | zurück, rückseitig |     |                   |            |
| BCM              | Back Course Marker                                                                             | Rückseitenkurs Bodenzeichen (analog zu OM und MM bei normalem ILS Kurs) |     |                   |            |
| BCMG             | Becoming                                                                                       | Kommende Wetteränderung (dauerhafte Änderung; sonst TEMP – temporary – zeitweilig) (Wetterschlüssel für METAR und TAF) |     |                   |            |
| BCMT             | Begin of civil morning twilight                                                                | siehe ECET (End of civil evening twilight) |     |                   |            |
| BCN              | Beacon (aeronautical ground light)                                                             | Leuchtfeuer (Luftfahrtbodenfeuer); Bake – siehe: Befeuerung |     |                   |            |
| BCOB             | Broken Clouds or Better                                                                        | Aufgebrochene Bewölkung oder besser (Wetterschlüssel für METAR und TAF) |     |                   |            |
| BCPL             | Basic Commercial Pilots Licence (UK)                                                           | |     |                   |            |
| BCRS; B/CRS      | Back Course (ILS)                                                                              | Rückseitenkurs eines ILS (auch BC) |     |                   |            |
| BCST             | Broadcast                                                                                      | Rundfunk; Rundsendung |     |                   |            |
| B/D              | Bottom of Descent                                                                              | Unterer Punkt des Sinkfluges |     |                   |            |
| BDC              | Bottom Dead Center                                                                             | unterer Totpunkt |     |                   |            |
| BDCST            | Broadcast                                                                                      | Rundfunk; Rundsendung |     |                   |            |
| BDF              | German Airline Association                                                                     | Bundesverband der Deutschen Fluggesellschaften |     |                   |            |
| BDHI             | Bearing-Distance-Heading Indicator                                                             | Instrument zur Anzeige von Richtung und Entfernung zu TACAN-Stationen oder VORTACs |     |                   |            |
| BDLI             | Bundesverband der Deutschen Luft- und Raumfahrtindustrie e. V.                                 | Bundesverband der Deutschen Luft- und Raumfahrtindustrie e. V. |     |                   |            |
| BDRY             | Boundary, Airspace Boundaries                                                                  | Grenze; Umgrenzung |     |                   |            |
| BDU              | Bomb Dummy Unit                                                                                | Übungsbombe |     |                   |            |
| BEA              | Bureau d’Enquêtes et d’Analyses pour la sécurité de l’aviation civile                          | französische Flugunfalluntersuchungsbehörde |     |                   |            |
| BECMG            | Becoming                                                                                       | Es wird werden; das Wetter entwickelt sich zu … (Wetterschlüssel für METAR und TAF) |     |                   |            |
| BEPS             | Backup Electrical Power System                                                                 | (Boeing 777) |     |                   |            |
| BET              | Boeing Equivalent Thrust                                                                       | |     |                   |            |
| BETA             |                                                                                                | Beta-Bereich bei Propellern – negative Anstellwinkel der Propeller (normalerweise im Zusammenhang mit Reverse Pitch) |     |                   |            |
| BEV              | Beverage                                                                                       | Getränke |     |                   |            |
| BEW              | Basic Empty Weight, Basic Aircraft Empty Weight                                                | Basis-Leergewicht |     |                   |            |
| BF               | Block Fuel                                                                                     | insgesamt getankte Treibstoffmenge |     |                   |            |
| BFE              | Buyer Furnished Equipment                                                                      | |     |                   |            |
| BFL              | Balanced Field Length                                                                          | optimierte Startstrecke (die BFL ist die erforderliche Startstrecke an einem Punkt der Startbahn, wo ein Triebwerk bei der kritischen Geschwindigkeit – Vfail) ausfällt. Die Distanz für einen Startabbruch soll gleich der Distanz für eine Startfortsetzung sein. Es geht um den Entscheidungspunkt für ein „worst case scenario“. Ein Triebwerksausfall vor diesem Punkt erfordert einen Startabbruch, ein Triebwerksausfall nach diesem Punkt erfordert die Fortsetzung des Starts. |     |                   |            |
| BfL              |                                                                                                | Beauftragter für Luftaufsicht |     |                   |            |
| BFM              | Basic Fighter Maneuvers                                                                        | |     |                   |            |
| BFO              | Beat Frequency Oscillator                                                                      | Überlagerungsoszillator (Schalterstellung beim ADF); Schwebungssummer |     |                   |            |
| BFR              | Before                                                                                         | vor |     |                   |            |
| BFR              | Biennial Flight Review                                                                         | Überprüfungsflug (jedes 2. Jahr) |     |                   |            |
| BFU              |                                                                                                | Bundesstelle für Flugunfalluntersuchung |     |                   |            |
| BGS              |                                                                                                | Bundesgrenzschutz |     |                   |            |
| BGW              | Basic Gross Weight                                                                             | |     |                   |            |
| BH               | Block Hour                                                                                     | |     |                   |            |
| BHDOC            | Block-Hour Direct Operating Costs                                                              | |     |                   |            |
| BHP              | Brake Horse Power                                                                              | Leistung an der Propellerwelle (siehe: Pferdestärke), praktisch identisch mit Shaft Horse Power – SHP; BHP betont die Methode der Kraftbestimmung, SHP betont die Größe der Kraft an der Welle |     |                   |            |
| BIEK             |                                                                                                | Bundesverband Internationaler Express- und Kurierdienste e. V. |     |                   |            |
| BIFUR            | Bifurcation                                                                                    | Aufzweigung, Gabelung |     |                   |            |
| BIRDTAM          | Bird NOTAM (Notice to Airman), Bird Risk Warning; Bird Warning Message; Bird Migration Warning | Vogelzugwarnung; Vogelschlagwarnung |     |                   |            |
| BIT              | Bitumen                                                                                        | Bitumen |     |                   |            |
| BIT              | Built In Test                                                                                  | Eingebauter Test (Built-in self-test – BIST) |     |                   |            |
| BITD             | Basic Instrument Training Device                                                               | Einfaches Instrumentenflugübungsgerät (gem. JAR-STD 4a) |     |                   |            |
| BITE             | Built In Test Equipment                                                                        | Ausrüstung für den Build In Test (BIT); Eingebautes Test-Equipment |     |                   |            |
| BIZ              | Business                                                                                       | zum Beispiel Biz-Jet (Boeing Business Jet) |     |                   |            |
| BIZAV            | Business Aviation                                                                              | Geschäftsflugverkehr |     |                   |            |
| Bj.              |                                                                                                | Baujahr |     |                   |            |
| BK               | Brake                                                                                          | Bremse |     |                   |            |
| BKGRD            | Background                                                                                     | Hintergrund |     |                   |            |
| BKN              | Broken                                                                                         | Aufgerissene Wolkendecke (aufgebrochene Bewölkung) – 5/8 bis 7/8 (Wetterschlüssel für METAR und TAF) |     |                   |            |
| BL               | Blowing                                                                                        | blasend; treibend (Wetterschlüssel für METAR und TAF); blasend – gefolgt von DU (Dust), SA (Sand) oder SN (Snow) |     |                   |            |
| BL               | Block                                                                                          | Block (Blockzeit) – z. B. ON BL; OFF BL |     |                   |            |
| BLACK            | Black                                                                                          | schwarz (Wetterschlüssel – Militär – Flugplatz nicht anfliegbar, aber nicht wegen der Wetterminima, sondern aus anderen Gründen; danach folgt noch eine Farbstufe – zum Beispiel AMB – Amber – bernsteinfarben) (siehe: Color-Code) |     |                   |            |
| BLC              | Boundary Layer Control                                                                         | Grenzschichtkontrolle (Hydrodynamische Grenzschicht) |     |                   |            |
| BLD              | Bleed                                                                                          | angezapft (Bleed Air – Zapfluft) |     |                   |            |
| BLDG             | Building                                                                                       | Gebäude |     |                   |            |
| BLE              | Boundary Layer Energizer                                                                       | Grenzschichtausblasung |     |                   |            |
| BLKD             | Blocked                                                                                        | blockiert |     |                   |            |
| BLKS             | Blocks                                                                                         | |     |                   |            |
| BLML             | Bland/Soft Meal (Catering Code)                                                                | gewürzarmes, mildes Essen – siehe: Flugzeugessen |     |                   |            |
| BLO              | Below Clouds                                                                                   | Unterhalb der Wolken (Wetterschlüssel für METAR und TAF) |     |                   |            |
| BLSN             | Blowing Snow                                                                                   | Schneetreiben |     |                   |            |
| BLU              | Blue                                                                                           | blau (Wetterschlüssel – Militär – Hauptwolkenuntergrenze 2500 ft, Bodensicht 8 km) (siehe: Color-Code) |     |                   |            |
| BLU+             | Blue Plus                                                                                      | blau Plus (Wetterschlüssel – Militär – keine Hauptwolkenuntergrenze, Bodensicht 8 km) |     |                   |            |
| BLW              | Below                                                                                          | unterhalb (Wetterschlüssel für METAR und TAF) |     |                   |            |
| BM               | Back Marker                                                                                    | |     |                   |            |
| BMAA             | British Microlight Aircraft Association                                                        | |     |                   |            |
| BMC              | Bleed Air Monitoring System                                                                    | System zur Überwachung der Zapfluftentnahme am Triebwerk |     |                   |            |
| BMEP             | Break Mean Effective Pressure                                                                  | Der mittlere Druck im Zylinder während des Verbrennungszyklus, der die gleiche Leistung ergibt, die man auch auf dem Motorteststand ermitteln würde |     |                   |            |
| BMV              | Brake Metering Valve                                                                           | Bremsventil, „Bremsdosierventil“ |     |                   |            |
| BMVBS            | Bundesministerium für Verkehr, Bau und Stadtentwicklung                                        | |     |                   |            |
| B/N              | Bombardier/Navigator                                                                           | Waffensystemoffizier und Navigator |     |                   |            |
| BND              | Bound                                                                                          | Richtung (zum Beispiel West-Bound – Richtung Westen fliegend) |     |                   |            |
| BNDRY            | Boundary                                                                                       | Grenze; Begrenzung |     |                   |            |
| BNR              | Binary Numerical Representation                                                                | |     |                   |            |
| BOD              | Bottom of Descent                                                                              | unterer Punkt des Sinkfluges (hier beginnt meist der Anflug) |     |                   |            |
| BOLDS            | Broughs Optical Lens Docking System                                                            | |     |                   |            |
| BOMB             | Bombing                                                                                        | |     |                   |            |
| BOSTA            | Booking Status                                                                                 | Buchungsstatus (Fluginformation für Purser) |     |                   |            |
| BOV              | Bias Out of View                                                                               | |     |                   |            |
| BOW              | Blank Operation Weight, Basic Operation Weight, Basic Operating Weight                         | Absolutes Leergewicht (Gewicht ohne ausfliegbaren Treibstoff) |     |                   |            |
| BPCU             | Bus Power Control Unit                                                                         | (Boeing 777) |     |                   |            |
| BPP              | Bus Protection Panel                                                                           | (B-737) es kontrolliert die externe Energieversorgung auf zulässige Werte und schaltet erst dann das „Ground Power Relay“ ein |     |                   |            |
| BPP              | Best Power Point                                                                               | |     |                   |            |
| BPR              | Bypass Ratio                                                                                   | Nebenstromverhältnis |     |                   |            |
| BPV              | By Pass Valve (A320)                                                                           | |     |                   |            |
| BR               | Mist                                                                                           | Nebel (franz. brume) Sicht über 5/8 SM – sonst Fog (FG) (Wetterschlüssel für METAR und TAF) – siehe auch FG |     |                   |            |
| BR               | Bridge                                                                                         | Brücke |     |                   |            |
| BR               |                                                                                                | Betriebsrichtung |     |                   |            |
| BRAF             | Breaking Action Fair                                                                           | |     |                   |            |
| BRAG             | Breaking Action Good                                                                           | |     |                   |            |
| BRAN             | Breaking Action Nil                                                                            | |     |                   |            |
| BRAP             | Breaking Action Poor                                                                           | |     |                   |            |
| BRG              | Bearing                                                                                        | Peilung |     |                   |            |
| BRGDS            | Best Regards                                                                                   | Mit besten Grüßen |     |                   |            |
| BRK              | Brake                                                                                          | Bremse |     |                   |            |
| BRKG             | Braking                                                                                        | Bremsen (siehe: negative Beschleunigung) |     |                   |            |
| BRKR             | Breaker                                                                                        | Unterbrecher (Sicherung) |     |                   |            |
| BRKRS            | Breakers                                                                                       | Unterbrecher (Sicherungen) (Mehrzahl) |     |                   |            |
| BRKT             | Bracket                                                                                        | |     |                   |            |
| BRITE            | Bright Radar Indicator Tower Equipment                                                         | |     |                   |            |
| B-RNAV; BRNAV    | Basic Area Navigation                                                                          | Wurde ab 1998 im europäischen Luftraum eingeführt; das Luftfahrzeug muss eine Positionsgenauigkeit von ±5 NM in 95 Prozent der Flugzeit erfüllen. „Basic“ bezeichnet hierbei: RNP 5 (Required Navigation Performance – 5 NM – geforderte Navigationsleistung) – genauer ist P-RNAV – Precision Area Navigation – hierbei darf das Luftfahrzeug eine maximale Ablage von ± 1 NM (1,85 km) haben; B-RNAV = RNP 5 RNAV                                                                     |     |                   |            |
| BROUTER          | Bridge Router                                                                                  | (Boeing 777) |     |                   |            |
| BRP              | Bombardier Recreational Products                                                               | Eine Tochterfirma davon ist Rotax (Hersteller von Flugmotoren – zum Beispiel Rotax 503) |     |                   |            |
| BRP              | Break Release Point                                                                            | Punkt, an dem die Bremse gelöst wird |     |                   |            |
| BRS              | Ballistic Recovery System                                                                      | Der Cirrus Airframe Parachute (Gesamtrettungssystem) – zum Beispiel Cirrus SR20, Cirrus SR22 |     |                   |            |
| BRT              | Bright; Brightness                                                                             | hell |     |                   |            |
| BS               | Broadcasting Station; Commercial Broadcasting Station                                          | Rundfunksender |     |                   |            |
| BS               | British Standard                                                                               | |     |                   |            |
| BSAX             | Battlefield Surveillance Aircraft – Experimental                                               | Von der DARPA an Northrop vergebenes Projekt |     |                   |            |
| BSCU             | Break System Control Unit                                                                      | |     |                   |            |
| BSCU             | Braking and Steering Control Unit                                                              | auch „Brake and Steering Control Unit“ |     |                   |            |
| BSCU             | Brake System Control Unit                                                                      | |     |                   |            |
| BSFC             | Brake Specific Fuel Consumption                                                                | Maß für die Effizienz eines Verbrennungsmotors; Leistungsabgabe je Einheit verbrauchtem Treibstoff; siehe auch: Thrust Specific Fuel Consumption – TSFC |     |                   |            |
| BSI              | Borescope Inspection                                                                           | Boroskopische Untersuchung |     |                   |            |
| BTB              | Bus Tie Breaker                                                                                | Verbindet den AC-Bus mit dem Tie Bus (Flugzeug-Elektrik) |     |                   |            |
| BTBS             | Bus Tie Breakers                                                                               | (Mehrzahl von BTB) |     |                   |            |
| BTC              | Before Top Center                                                                              | |     |                   |            |
| BTDC             | Before Top Dead Center                                                                         | |     |                   |            |
| BTL              | Between Layers                                                                                 | Zwischen Wolkenschichten (Wetterschlüssel für METAR und TAF) |     |                   |            |
| BTL              | Bottle                                                                                         | Flasche, Feuerlöscher (zum Beispiel BTL A DISCH and BTL B DISCH lights – EXTINGUISHED) |     |                   |            |
| BTMS             | Brake Temperature Monitoring System                                                            | Überwachungssystem für die Temperatur der Bremsen |     |                   |            |
| BTMU             | Brake Temperature Monitor Unit                                                                 | |     |                   |            |
| BTN              | Between                                                                                        | zwischen |     |                   |            |
| BTU              | British thermal unit                                                                           | Einheit der Energie – basierend auf dem britischen Pfund und Grad Fahrenheit – benötigte Wärmeenergie, um ein britisches Pfund Wasser um 1 °F zu erwärmen (von 63 °F auf 64 °F) |     |                   |            |
| BTV              | Break to Vacate                                                                                | (A380: im Cockpit voreinstellbarer Bremsmodus: die Bremskraft wird dadurch automatisch so dosiert, dass es bis zum vorher festgelegten Abzweig von der Landebahn auf den Rollweg [vacate = Freimachen der Landebahn] zu einer ausreichenden Reduzierung der Landegeschwindigkeit kommt. Das erspart ein unnötig starkes Bremsen und reduziert so die Belastung der Bremsen) |     |                   |            |
| BTWN             | Between                                                                                        | zwischen |     |                   |            |
| BU               | Back Up                                                                                        | Reserve, Ersatz |     |                   |            |
| BUFF             | „Big Ugly Fat Fellow“                                                                          | (Großer, hässlicher, fetter Kumpel), Spitzname für die Boeing B-52-D, es werden allerdings auch andere Versionen wie zum Beispiel Big Ugly Flying Fuck u. Ä. verwendet |     |                   |            |
| BUL              | Bulletin                                                                                       | Bulletin |     |                   |            |
| BULK             | Bulk Baggage                                                                                   | sperriges Gepäck |     |                   |            |
| BUS              | Business                                                                                       | geschäftlich |     |                   |            |
| BUS              |                                                                                                | elektrische Hauptleitung |     |                   |            |
| BVF              | Federal Organization Against Airport and Aircraft Noise (Germany)                              | Bundesvereinigung gegen Fluglärm |     |                   |            |
| BVR              | Beyond Visual Range                                                                            | Außerhalb der Sichtweite (Militärische Luftfahrt) |     |                   |            |
| BW               | Basic Weight                                                                                   | Basic empty weight, einschließlich: aircraft structure, systems, engines, unremovable equipment, unusable liquids (fuel, oil and others), standard loose equipment | BWB | Blended Wing Body | Nurflügler |
| BYD              | Beyond                                                                                         | jenseits (zum Beispiel CONDS CONTIG BYD 2100Z) |     |                   |            |
| BYND             | Beyond                                                                                         | jenseits (zum Beispiel CONDS CONTIG BYD 2100Z) |     |                   |            |
| BZF; BZFI; BZFII | Radio Telephony Licence                                                                        | Beschränkt gültige Sprechfunkzeugnis für den Flugfunkdienst – Sprechfunkzeugnis (Luftfahrt) |     |                   |            |
| BZT              |                                                                                                | Bundesamt für die Zulassung in der Telekommunikation |     |                   |            |

zum Buchstabenanfang – B

### C
(zum nächsten Buchstaben – D) … (zum Anfang der Liste)
CA, CB, CC, CD, CE, CF, CG, CH, CI, CJ, CK, CL, CM, CN, CO, CP, CR, CS, CT, CU, CV, CW, CX, CY, CZ
| C                | Charlie                                                                                                 | Int. Buchstabieralphabet (ICAO-Alphabet) |
| C                | Center (RWY identification)                                                                             | Center (Start- oder Landebahnbezeichnung bei drei parallelen Bahnen – mittlere Bahn) |
| C                | Center                                                                                                  | Flugsicherung, die zuständig ist für den gesamten Luftraum einer FIR, der nicht durch Approach-Control (APP) oder den Tower (TWR) kontrolliert wird. |
| C                | Class-C Airspace                                                                                        | Luftraum der Klasse C (siehe: Luftraumstruktur) |
| C                | Centigrade; Degrees Celsius                                                                             | Grad Celsius |
| C                | Cargo (Aircraft)                                                                                        | Frachtflugzeug (z. B. Lockheed C-5, C-130, Boeing C-135) |
| C                | Category C Aircraft                                                                                     | In Landekonfiguration ist die Anfluggeschwindigkeit (1,3 x VS) 121 – 140 kt |
| C                | Circling                                                                                                | kreisen; z. B. Bogenanflug – Circling Approach |
| C                | Cold | kalt |
| C                | Crossing (Chart Designator)                                                                             | kreuzen |
| C                | Concrete                                                                                                | Beton |
| C                | Air Traffic Control                                                                                     | Flugverkehrskontrollstelle |
| C                | Business Class (IATA)                                                                                   | Business Klasse (Buchungsklasse) |
| C                | Children                                                                                                | Kinder – z. B. PAX (A/C/I) |
| C                | CHARLY – Clear                                                                                          | GAFOR-Wetter-Code für: Sicht weiter als 10 km, Hauptwolkenuntergrenze über 5000 ft |
| C                | Convertible                                                                                             | Z. B. Boeing 737-700C – das Flugzeug kann in weniger als einer Stunde von einem Passagierflugzeug in ein Frachtflugzeug (oder umgekehrt) umgebaut werden |
| C                | | Business Class Normaltarif (Buchungscode der Lufthansa und Star Alliance) – siehe: Buchungsklasse |
| C                | Captain                                                                                                 | Kapitän (siehe: Pilot) |
| CA               | Captain                                                                                                 | Kapitän (siehe: Pilot) |
| CA               | Cabin Attendant                                                                                         | Kabinenpersonal; Flugbegleiter; Steward/ess |
| CA               | Conflict Alert                                                                                          | |
| CA               | Capability                                                                                              | |
| CA               | Critical Altitude                                                                                       | |
| CA               | Commercial Aviation                                                                                     | Airlines wie z. B. Air Berlin, Lufthansa etc. |
| Ca               | | Auftriebsbeiwert (Polare) (auch als CL bezeichnet – L für Lift) |
| CAA              | (British) Civil Aviation Authority                                                                      | Britische Zivilluftfahrtbehörde; auch andere Länder, z. B. CAA South Africa |
| CAA              | Civil Aeronautics Administration                                                                        | Zivile Luftfahrtbehörde (USA; 1938 mit dem Civil Aeronautics Act wurde die Civil Aeronautics Authority gegründet, 1940 in Civil Aeronautics Administration (CAA) und in Civil Aeronautics Board (CAB) umgewandelt. Die CAA wurde zusammen mit dem Airways Modernization Board (AMB) 1958 in die Federal Aviation Administration umgewandelt) |
| CAA              | Civil Aeronautics Administration                                                                        | Zivile Luftfahrtbehörde (Taiwan) |
| CAA/JAA          | Civil Aviation Authority/Joint Aviation Authorities                                                     | |
| CAAC             | Civil Aviation Administration of China (Webseite)                                                       | Chinesische Luftfahrtbehörde |
| CAAP             | Civil Aviation Advisory Publication                                                                     | |
| CAAS             | Class A Airspace                                                                                        | |
| CAAS             | Civil Aviation Authority of Singapore                                                                   | |
| CAASC            | Center for Advanced Aviation System Development                                                         | (USA) |
| CAB              | Cabin                                                                                                   | Kabine (z. B. CAB ALT – Kabinenhöhe) |
| CAB              | Federal Civil Aeronautics Board                                                                         | siehe: Airline Deregulation Act |
| CAC              | Canadian Airports Council                                                                               | |
| CAC              | Close Air Combat                                                                                        | Enger Luftkampf |
| CACC             | Combat Air Command and Control                                                                          | |
| CACP             | Cabin Area Control Panel                                                                                | |
| CACTCS           | Cabin Air Conditioning and Temperature Control System                                                   | (Boeing) |
| CADC             | Central Air Data Computer                                                                               | (Boeing 747-400) zentraler Luftdatencomputer |
| CADC             | Central (Digital) Air Data Computer                                                                     | (McDonnell Douglas MD-80) wandelt die Fluggeschwindigkeit, Flughöhe und Temperatur in digitale Ausgaben um – für die verschiedensten Flugzeugsysteme |
| CADIZ            | Canadian Air Defense Identification Zone                                                                | Kanadische Luftverteidigungszone |
| CAF              | Combat Air Forces                                                                                       | Air National Guard – ANG |
| CAFE Foundation  | Comparative Aircraft Flight Efficiency Foundation                                                       | Gesellschaft zur Förderung der Ökonomie von Privatflugzeugen |
| CAG              | Commander of the Air Wing (früher Commander of the Air Group)                                           | |
| CAGE             | Commercial And Government Entity                                                                        | |
| CAIR             | Confidential Aviation Incident Reporting                                                                | (Australien) |
| CAL              | Code Allocation List                                                                                    | Code Allocation List der Flugsicherung für die Transpondercodes |
| CAM              | Civil Aviation Manuals                                                                                  | |
| CAM              | Civil Aviation Medicine Division                                                                        | Flugmedizinischer Dienst (Kanada) |
| CAM              | Commercial Aviation Management                                                                          | |
| CAM              | Certified Aviation Manager                                                                              | Geprüfter Luftfahrtmanager |
| CAM              | Centre d’Aviation Météorologique                                                                        | |
| CAM              | Columbia Aircraft Manufacturing                                                                         | Flugzeughersteller – ehemals The Lancair Company – z. B. Columbia 400 |
| CAME             | Transport Canada Aviation Medical Examiner                                                              | (Kanada) |
| CAMI             | Civil Aero Medical Institut (Oklahoma City)                                                             | Oberste zivile flugmedizinische Behörde der USA |
| CAMO             | Continuing Airworthiness Management Organisation                                                        | Unternehmen zur Führung der Aufrechterhaltung der Lufttüchtigkeit |
| CANC             | Cancel                                                                                                  | streichen, löschen, widerrufen |
| CANPA            | Constant Angle Non Precision Approach                                                                   | (Synonym für: Constant Descent Approach Procedure) |
| CANSO            | Civil Air Navigation Services Organization                                                              | Internationale Organisation, die sich für die Angelegenheiten von Flugsicherungsorganisationen einsetzt |
| CANX             | Canceled Passenger                                                                                      | Annullierter Fluggast |
| CAO              | Cargo Aircraft Only (Cargo Code)                                                                        | Nur Frachtflugzeugbeförderung |
| CAO              | Civil Aviation Order                                                                                    | Verfügung der Luftfahrtbehörde (CASA – Civil Aviation Safety Authority – Australien) |
| CAOC             | Combined Air Operations Centre                                                                          | Gefechtsstand der Luftstreitkräfte zur Planung, Koordinierung und Überwachung von Luftoperationen |
| CAP              | Combat Air Patrol                                                                                       | Luftkampfpatrouille |
| CAP              | Civil Air Patrol                                                                                        | Zivile Luftüberwachung (USA) (halbstaatliche Fliegerorganisation) |
| CAP              | Capacity                                                                                                | Kapazität (des Flugzeugs) |
| CAP              | Capture                                                                                                 | einfangen (z. B. Instrumentenlandesystem) – erst wird der ILS-Kurs „eingefangen“, dann der Gleitpfad; (z. B. Höhe einfangen – Altitude Capture – nach einem Steig- oder Sinkflug) |
| CAP              | Civil Air Patrol                                                                                        | Zivile Luftpatrouille (USA) |
| CAP              | Controller Access Parameters                                                                            | |
| CAPPS            | Computer Assisted Passenger Prescreening System                                                         | in den USA Watch List um unerwünschte Personen – u. a. unter Flugpassagieren – zu identifizieren – eine Zusammenstellung der Namen von Personen, die nicht Staatsbürger der USA und dort unerwünscht sind |
| CAPS             | Cirrus Aircraft Parachute System                                                                        | Der Cirrus Airframe Parachute (Gesamtrettungssystem) – z. B. Cirrus SR20, Cirrus SR22 |
| CAPT             | Captain                                                                                                 | Kapitän (Pilot) |
| CAR              | Caribbean                                                                                               | Karibik (ICAO Region) |
| CAR              | Civil Aviation Requirements                                                                             | |
| CAR              | Civil Aviation Regulations                                                                              | Vorläufer der Federal Aviation Regulations (FAR) |
| CAR              | Civil Aviation Registry (USA)                                                                           | |
| CAR              | Cargo                                                                                                   | Frachtgut |
| CARB             | Carburator                                                                                              | Vergaser |
| CARF             | Central Altitude Reservation Function                                                                   | |
| CARS             | Contingency Airborne Reconnaissance System                                                              | |
| CAS              | Crew Alerting System                                                                                    | Besatzung-Alarm-System |
| CAS              | Calibrated Air Speed                                                                                    | Berichtigte Fluggeschwindigkeit, kalibrierte Fluggeschwindigkeit (um den mechanischen Fehler – Instrumentenfehler – und Fehler, die durch die Strömungsverhältnisse in der Umgebung des Staudrucks hervorgerufen werden; berichtigte Indicated Air Speed – IAS – die Korrekturwerte sind dem Flughandbuch zu entnehmen); nur auf Meereshöhe ist CAS = Equivalent Airspeed (EAS) |
| CAS              | Collision Avoidance System                                                                              | |
| CAS              | Close Air Support                                                                                       | Luftnahunterstützung |
| CAS              | Controlled Airspace (UK)                                                                                | |
| CASA             | Construcciones Aeronáuticas S.A.                                                                        | Spanischer Flugzeughersteller |
| CASA             | Civil Aviation Safety Authority                                                                         | (Australien) |
| CASA             | Computer Assisted Slot Allocation                                                                       | |
| CASB             | Canadian Aviation Safety Board                                                                          | |
| CASJ             | Canadian Aeronautics and Space Journal                                                                  | |
| CAT              | Category                                                                                                | Luftfahrzeugkategorie (nach Typ und Gewicht); Betriebsstufe |
| CAT              | Category                                                                                                | Luftfahrzeugkategorie nach Anfluggeschwindigkeit in Landekonfiguration (1,3 x Vs): A bis D |
| CAT              | Clear Air Turbulence                                                                                    | Turbulenzen in wolkenfreier Luft (Wetterschlüssel für METAR und TAF) |
| CAT              | Commercial Air Transport                                                                                | kommerzieller Flugverkehr (d. h. mit Air Operator Certificate (AOC)) |
| CAT              | ILS Category 1 bis 3                                                                                    | Betriebsstufe gemäß ICAO Annex 10; Allwetterflugbetriebsstufen (siehe Instrumentenlandesystem) |
| CAT I            | | 800 m meteorologische Sicht, größer 60 m Entscheidungshöhe (DH 200 ft), mindestens 550 m Landebahnsicht (RVR) |
| CAT II           | | 400 m meteorologische Sicht, 30 m bis 60 m Entscheidungshöhe (DH 100–200 ft), mindestens 300 m Landebahnsicht (RVR) |
| CAT IIIA         | | 200 m meteorologische Sicht, 15 m bis 30 m Entscheidungshöhe, (DH 50–100 ft), mindestens 200 m Landebahnsicht (RVR) |
| CAT IIIB         | | weniger als 15 m Entscheidungshöhe, (0 ft bis < 50 ft), kleiner 200 m – mindestens 75 m Landebahnsicht (RVR) |
| CAT IIIC         | | keine Minima; (DH keine), 0 m Landebahnsicht (RVR); momentan auf keinem Airport möglich |
| CATA             | Collision Antenna Train Angle                                                                           | Azimuth der Radarantenne zu einem Luftziel auf Kollisionskurs |
| CATCA            | Canadian Air Traffic Control Association                                                                | Vereinigung der kanadischen Fluglotsen |
| CATMAC           | Cooperative Air Traffic Management Concept                                                              | |
| CATOBAR          | Catapult Assisted Take Off But Arrested Recovery                                                        | Katapultunterstützter Start (Flugzeugträger) |
| CATS             | Computer Assisted Testing Service                                                                       | (z. B. FAA CATS-Test für Piloten-Theorieprüfung) |
| CAVOK            | Clouds and Visibility OK                                                                                | Wolken und Sicht OK |
| CAVU             | Ceiling and Visibility Unlimited                                                                        | Freie, unbegrenzte Sicht (ideales Flugwetter) |
| CAWS             | Central Aural Warning System                                                                            | Warnt bei Feuer im Triebwerk oder Hilfstriebwerk, Geschwindigkeitsüberschreitungen, Höhenalarm, Stall oder falscher Konfiguration |
| CB; C/B          | Circuit Breaker                                                                                         | Sicherung |
| CB               | Cumulonimbus                                                                                            | Gewitterwolke (Wetterschlüssel für METAR und TAF) (unter Segelfliegern und Privatpiloten auch „Charlie Bravo“ genannt) |
| CBA              | Commercial and Business Aviation                                                                        | Geschäftsfliegerei |
| CBA              | Cross-Border Area                                                                                       | |
| CBAA             | Canadian Business Aircraft Association                                                                  | |
| CBAS             | Class B Airspace                                                                                        | |
| CBBG             | Cabin Baggage                                                                                           | Handgepäck (IATA: max. 8 kg, 55 × 40 × 22 cm) |
| CBIT             | Class B Airspace                                                                                        | Continuous Built in Test |
| CBMS             | Circuit Breaker Monitoring System                                                                       | Überwachungssystem für die Scherungen |
| CBP              | Customs and Border Protection                                                                           | Zoll und Grenzschutz |
| CBS              | Circuit Breakers                                                                                        | Sicherungen (Plural) |
| CBT              | Cargo Bay Fuel Tank                                                                                     | Frachtraumtank |
| CC               | Compass Course                                                                                          | Kompasskurs – KK (auch als CT – Compass Track – gebräuchlich) – Kurs in Bezug auf Kompass-Nord (also inklusive Variation und Deviation) |
| CC               | Collect Charge (Cargo Code)                                                                             | Empfänger zahlt die Fracht (Beförderungsgebühr) |
| CC               | Cirrocumulus                                                                                            | Cirrocumuluswolken – Quellwolken in großer Höhe (Wetterschlüssel für METAR und TAF) |
| CC               | Cubic Centimetre                                                                                        | Kubikzentimeter – cm³ (auch: ccm) 1 cm³ = 1 ml |
| CC               | Counter Clockwise                                                                                       | Gegen den Uhrzeigersinn, linksherum (Drehrichtung) |
| CCA              | Corrected                                                                                               | Korrektur – Korrektur wird eigentlich mit COR angegeben, CCA ist die 1. Änderung, CCB die 2. Änderung (Wetterschlüssel für METAR und TAF) |
| CCA              | Central Control Actuator                                                                                | (Boeing) |
| CCAS             | Class C Airspace                                                                                        | |
| CCB              | Corrected                                                                                               | Korrektur – Korrektur wird eigentlich mit COR angegeben, CCA ist die 1. Änderung, CCB die 2. Änderung (Wetterschlüssel für METAR und TAF) |
| CCC              | Crew Coordination Concept                                                                               | Organisation der Besatzungskoordination |
| CCD              | Cursor Control Device                                                                                   | (Boeing) |
| CCFP             | Collaborative Convective Forecast Product                                                               | (USA; Wetterkarte) |
| CCITT            | Comité Consultatif International Téléphonique et Télégraphique                                          | Technisches Komitee der Internationalen Fernmeldeunion – ITU |
| CCM              | Cubic Centimetre                                                                                        | Kubikzentimeter – cm³ (auch: CC) 1 cm³ = 1 ml |
| CCP              | Communications Control Panel                                                                            | |
| CCQ              | Cross Crew Qualification                                                                                | |
| CCS              | Cabin Configuration System                                                                              | (Boeing) |
| CCT              | Coordinated Crew Training                                                                               | Gemeinsame Aus- und Weiterbildung der Bordbesatzung |
| CCTM             | Cabin Configuration/Test Module                                                                         | (Boeing) |
| CCV              | Control Configured Vehicle, Control-Configured Vehicle                                                  | Künstlich stabilisiertes Flugzeug |
| CCW              | Counter Clockwise                                                                                       | Gegen den Uhrzeigersinn, linksherum (Drehrichtung) |
| CD               | Clearance Delivery                                                                                      | Freigabeerteilung |
| CD               | Candela                                                                                                 | Candela (Basiseinheit der Lichtstärke) |
| CD               | Coefficient of Drag                                                                                     | Widerstandsbeiwert (siehe:Strömungswiderstandskoeffizient) auch als CX oder CW bezeichnet |
| CDA              | Continuous Descent Approach                                                                             | Anflug mit kontinuierlichem Sinkflug (ohne Zwischenabschnitte mit Horizontalflug, bei denen der Schub wieder erhöht werden muss; große Planungsprobleme für die Flugsicherung, aber der Wunsch jedes Piloten) |
| CDAP             | Constant Descent Approach Procedure; Continuous Descent Approach; Constant-Angle Non-Precision Approach | Nichtpräzisionsanflug mit konstantem Gleitwinkel |
| CDAS             | Class D Airspace                                                                                        | |
| CDC              | Chef de Cabin                                                                                           | Chefsteward/Chefstewardess, Purser |
| CDCCL            | Critical Design Configuration Control Limitations                                                       | |
| CDFA             | Continuous Descent Final Approach                                                                       | Landeanflug mit kontinuierlicher Sinkrate |
| CDG              | Configuration Database Generator                                                                        | (Boeing) |
| CDI              | Course Deviation Indicator                                                                              | Kursablageanzeiger am VOR-Empfänger (Drehfunkfeuer); Kursabweichanzeige bei VOR-Anflug oder ILS-Anflug |
| CDL              | Configuration Deviation List                                                                            | z. B. MEL/CDL – manchmal darf ein Flugzeug auch trotz defekter Teile starten (welche Teile beim Start noch funktionieren müssen, ist in der Mindestausrüstungsliste – Minimum Equipment List – MEL – des Flugzeuges festgelegt), da es bei großen komplexen Flugzeugen (mit mehreren Millionen Teilen) praktisch unvermeidbar ist, dass Technik (Geräte, Systeme oder Schrauben) versagt; ob der Kaffeekocher in der 1. Klasse defekt ist, ist für die sichere Durchführung des Fluges uninteressant; nach einem Transatlantikflug einer B747 druckt sich der Servicetechniker die Liste der Defekte am Flugzeug aus (oft 50–100 Punkte) – dabei handelt es sich aber um kleinere Störungen in redundanten Systemen und Kontrollsystemen der Kontrollsysteme, die dem Piloten nicht im Cockpit angezeigt werden (weil er sie nicht für seinen Flug braucht – sie würden nur ablenken); bei größeren technischen Defekten gelten laut MEL evtl. Betriebseinschränkungen (z. B. nicht über oder unter einer bestimmten Temperatur fliegen, größere Mindeststartbahnlänge, spätestens in 7 Tagen reparieren usw.) |
| CDM              | Collaborative Decision Making                                                                           | |
| CDO              | Clearance Delivery Officer                                                                              | |
| CDO              | Continuous Descent Operations                                                                           | Synonym zu CDA Continuous Descent Approach, s. o. |
| CDP              | Compressor Discharge Pressure                                                                           | (Triebwerk) |
| CDR              | Commander                                                                                               | Kommandant |
| CDR              | Conditional Route                                                                                       | |
| CDR              | Coded Departure Route                                                                                   | |
| CDS              | Common Display System                                                                                   | Computer-generierte Darstellung der Fluginstrumente (B737 NG) – bekannter unter der Bezeichnung „Flight Instruments System“ – die 6 Bildschirme (EFIS/MAP [electronic flight instruments system with map] – wie in der klassischen B737-300/-400/-500; PFD/ND [primary flight display/navigational display] – wie in der B747 und B777) im Cockpit zur Instrumenten- und Systemanzeige; das Common Display System besteht aus 6 LC-Flachbildschirmen (LC-Display Unit – DU) im Cockpit und zwei Display Electronic Units (DEU); üblicherweise wird eine DEU auf 3 DUs angezeigt, die Ausgabe, welche DEU was auf welcher DU anzeigt, kann aber frei konfiguriert werden (manual display switching); die klassische Darstellung auf dem Bildschirm wird von Fluglinien gewählt, die gleichzeitig noch die klassische B737-300/-400/-500 fliegen, um den Trainingsaufwand (transition training) für die neueren B737 NG (Boeing 737-700/-800/-900) zu minimieren; dieses Konzept der Bildschirmanzeige wird bei Boeing „Virtual Flight Deck“ genannt; die Fluglinien (Operators) hatten vor Einführung der B737 NG deutlich gemacht, das sie für die Musterberechtigung keine Änderungen akzeptieren wollten; also musste Boeing für seine Altkunden das Cockpit der stark veränderten B737 NG (neue digitale Systeme, einschließlich 22 neuer Teile) auch im „alten Gewand“ anbieten – das CDS der B7373 NG bietet also zwei „Looks“ an (siehe weitere Ausführungen unter: DEU) |
| CDSA             | Class D Surface Area                                                                                    | |
| CDT              | Central Daylight Time                                                                                   | |
| CDT              | Compressor Discharge Temp                                                                               | Temperatur der Ladeluft am Ausgang des Turboladers und vor einem Ladeluftkühler |
| CDTI             | Cockpit Display of Traffic Information                                                                  | Cockpitanzeige von Verkehrsinformationen (siehe: Automatic Dependent Surveillance); stellt den Verkehr im Radius von ungefähr 80 NM dar; meist werden Verkehrsinformationen von TCAS, TIS-B und ADS-B zusammen dargestellt |
| CDU              | Control and Display Unit                                                                                | Bedien- und Anzeigeteil (des Autopiloten); FMC-Display (Bildschirm), das Interface (Schnittstelle) des Piloten zum Flight Management System – FMS; Kontroll/Anzeige-Einheit beim Omega-Navigationsverfahren |
| CEAC             | Committee for European Airspace Coordination                                                            | |
| CEAS             | Class E Airspace                                                                                        | |
| CEB              | Commercial Engine Bulletin                                                                              | |
| CEC              | Center Equipment Center                                                                                 | |
| CFD              | Computational Fluid Dynamics                                                                            | |
| CEIL             | Ceiling                                                                                                 | Hauptwolkenuntergrenze (Bedeckung über 3/8) (Wetterschlüssel für METAR und TAF) |
| CENOR            | Central and Northern Region                                                                             | Zusammenschluss Belgiens, Dänemarks, Deutschlands, der Niederlande, Norwegens und der Tschechischen Republik zur Erstellung von Bordunterlagen für Instrumenten An- und Abflugverfahren (militärisch) |
| CENOR FLIP       | Central and Northern Region Flight Information Publication                                              | |
| CENRAP           | Center Radar ARTS Presentation/Processing                                                               | (ARTS – Automated Rada Terminal System) |
| CENTAF           | US Central Command Air Forces                                                                           | Dem United States Central Command (CENTCOM) unterstellt |
| CEP              | Central East Pacific                                                                                    | |
| CEP              | Circular Error Probable                                                                                 | Streukreisradius |
| CERAP            | Combined Center/Radar Approach Control                                                                  | |
| CEST             | Central European Summertime                                                                             | Mitteleuropäische Sommerzeit – MESZ |
| CET              | Central European Time                                                                                   | Mitteleuropäische Zeit MEZ |
| CEU-W            | Central Executive Unit West                                                                             | |
| CF               | Change Frequency to …                                                                                   | Frequenz wechseln nach … |
| CFC              | Carbon Fiber Composite                                                                                  | Kohlenstofffaser verstärkter Kohlenstoff, ein Verbundwerkstoff bestehend aus einer C-Faser-Matrix, die mit Kohlenstoff aufgefüttert ist |
| CFD              | Computational Fluid Dynamics                                                                            | Numerische Strömungsmechanik |
| CFDIU            | Centralized Fault Display Interface Unit                                                                | |
| CFDS             | Centralized Fault Display System                                                                        | |
| CFE              | Customer Furnished Equipment                                                                            | |
| CFI              | Certified Flight Instructor                                                                             | Zugelassener Fluglehrer |
| CFII             | Certified Flight Instructor – Instrument                                                                | Zugelassener Fluglehrer – für Instrumentenflug |
| CFIT             | Controlled flight into terrain                                                                          | Kontrollierter Flug in den Boden (kontrollierter Flug in ein Hindernis) |
| CFM              | Confirm; I Confirm                                                                                      | Bestätigen Sie, ich bestätige |
| CFM              | CFM International                                                                                       | Triebwerkshersteller – produziert das Triebwerk CFM56 |
| CFM              | Cubic Feet per Minute                                                                                   | Kubikfuß je Minute (Maß für den Volumenfluss) – Inlet CFM (ICFM) oder Actual CFM (ACFM); Standard Cubic Feet per Minute (SCFM) |
| CFME             | Continuous Friction Measuring Equipment                                                                 | |
| CFMS             | Central Flow Management System                                                                          | Verkehrsflussregelungssystem von EUROCONTROL |
| CFMU             | Central Flow Management Unit                                                                            | Flugbewegungskoordination der ECAC in Brüssel – 1989 in Maastricht gegründet |
| CFO              | Chief of Flight Operations                                                                              | |
| CFP              | Computerized Flight Plan, Computed Flight Plan, Computer Flight Plan                                    | Computerberechneter Flugplan |
| CFP              | Company Flight Plan                                                                                     | Flugdurchführungsplan des Luftverkehrsunternehmens |
| CFPD             | Command Flight Path Display                                                                             | Optische Darstellung des Flugweges; wird bei neuen Flugzeugen auf die Frontscheibe projiziert; Projektionsanzeige für den Anflug-Gleitpfad (siehe: Head-Up-Display) |
| CFR              | Code of Federal Regulations                                                                             | U. S. Luftfahrtvorschriften |
| CFR              | Contact Flight Rules                                                                                    | |
| CFR              | Critical Fuel Required                                                                                  | Benötigte Kraftstoffmenge, um bei einer ETOPS-Diversion den nächstgelegenen Flugplatz zu erreichen |
| CFR              | Airport Crash Fire Fighting and Rescue                                                                  | Feuerwehr und Rettungsdienst des Flughafens |
| CFRP             | Carbonfibre Reinforced Plastics                                                                         | |
| CFS              | Critical Fuel Shortfall                                                                                 | Zu wenig Restkraftstoff am kritischen Punkt bei einer ETOPS-Planung, Extrakraftstoff bei einem ETOPS-Flug um im Falle einer Diversion einen Streckenausweichflugplatz zu erreichen |
| CFT              | Conformal Fuel Tank                                                                                     | eine Art Zusatztank (nicht Abwurftank) (bei Militärmaschinen), der sich aber dicht an den Rumpf schmiegt und somit kaum den Luftwiderstand erhöht – sie können aber nicht abgeworfen werden, sondern nur am Boden an- und abmontiert werden; sie erhöhen aber nicht den Radarquerschnitt des Flugzeuges. |
| CFT              | Cockpit Familiarization Trainer                                                                         | |
| CG               | Center of Gravity                                                                                       | Schwerpunkt |
| CG               | Coast Guard Air Station                                                                                 | Flugstation der Küstenwache |
| CG               | Climb Gradient                                                                                          | Steiggradient (das Verhältnis von zurückgelegter Höhe zu horizontaler Flugstrecke in einer bestimmten Zeiteinheit – ausgedrückt in Prozent) |
| CGAS             | Class G Airspace                                                                                        | |
| CGIVS            | Computer Generated Image Visual System                                                                  | Ein Außensichtsystem in einem Flugsimulator; seit Mitte der 70er Jahre wurde damit begonnen, Außensichtsysteme computerbasiert zu realisieren |
| CGL              | Circling Guidance Lights                                                                                | Führungslichter zum Circling |
| CGO              | Cargo                                                                                                   | Fracht |
| CH               | Compass Heading                                                                                         | Kompass-Steuerkurs, angezeigter Kompasskurs, Steuerkurs in Bezug auf Kompass-Nord (incl. Variation und Deviation); Kompassrichtung |
| CH               | Channel                                                                                                 | Kanal (Sprechfunk; Nav-Gerät) |
| CH               | Critical Height                                                                                         | Kritische Höhe |
| CH               | Carburator Heat                                                                                         | Vergaservorwärmung |
| CH               | Chain Home                                                                                              | Teil des Dowding-Systems (britische Radar-Luftverteidigung im Zweiten Weltkrieg) |
| CHAN             | Channel                                                                                                 | Kanal (Sprechfunk; Nav-Gerät) |
| CHAPI            | Chase Helicopter Approach Path Indicator                                                                | |
| CHAYKA           | Russian terrestrial radio navigation system                                                             | Russisches Funknavigationssystem, funktioniert ähnlich wie LORAN-C (keine Abkürzung) |
| CHD              | Child                                                                                                   | Kind (3.–12. Lebensjahr) |
| CHDO             | Carrier Certificate-Holding District Offices                                                            | Bezirksbüro für zugelassene Luftfahrtunternehmen |
| CHG              | Change; Changes; Modification Message                                                                   | Änderung, Änderungsmeldung; Luftfahrzeugwechsel |
| CHGR             | Charger                                                                                                 | |
| CHIRP            | Confidential Human Factor Incident Reporting Programme                                                  | (Großbritannien) |
| CHK              | check                                                                                                   | prüfen, überprüfen |
| CHL              | Chain Home Low                                                                                          | Teil des Dowding-Systems (britische Radar-Luftverteidigung im Zweiten Weltkrieg) |
| CHML             | Childs Meal (Catering Code)                                                                             | Kinderessen – siehe: Flugzeugessen |
| CHPL             | Commercial Helicopter Pilot License                                                                     | Berufspilotenlizenz (Hubschrauber); Berufshubschrauberführerlizenz |
| CHR              | Chronograph                                                                                             | Uhr mit Stoppfunktion |
| CHRC             | Criminal History Records Check                                                                          | (Flugsicherheit) |
| CHRGR            | Charger                                                                                                 | |
| CHRT             | Chart                                                                                                   | Karte (Landkarte) |
| CHT              | Cylinder Head Temperature                                                                               | Zylinderkopftemperatur |
| CI               | Cost Index                                                                                              | Kosten Index |
| CI               | Cirrus                                                                                                  | Cirruswolken; Federwolken – eine Wolkenart in sehr großer Höhe (Wetterschlüssel für METAR und TAF) |
| CIC              | Cabin Interphone Controller                                                                             | (Boeing) |
| CIDIN            | Common ICAO Data Interchange Network                                                                    | |
| CID              | Controlled Impact Demonstration                                                                         | |
| CIDS             | Cabin Intercommunication Data System                                                                    | (Airbus 380) |
| CIDS             | Cabin Intercom Distribution System                                                                      | |
| CIFP             | Cancel IFR flight plan                                                                                  | |
| CIG              | Ceiling                                                                                                 | Hauptwolkenuntergrenze (USA) – sonst CEIL – (Bedeckung über 3/8) (Wetterschlüssel für METAR und TAF) |
| CIGAR            | | Eine Merkhilfe für die Pre-Takeoff Checkliste in der allgemeinen Luftfahrt: 1. Controls (freie Ruder), 2. Instruments (checken), 3. Gas (Tankwahlschalter, Mixture, Treibstoffpumpe), 4. Attitude (Trimmung auf Startposition), 5. Run-up (Magnetcheck, Vergaserheizung checken) |
| CIH              | Cabin Interphone Handset                                                                                | (Boeing) |
| CIP              | | Russische Zulassung |
| CIP              | Current Icing Potential                                                                                 | Flugwettervorhersage – siehe: Flugwetter |
| CIRCL            | Circling                                                                                                | kreisen, umkreisen |
| CIS              | Cabin Interphone System                                                                                 | (Boeing) |
| CIT              | Compressor Inlet Temperature                                                                            | Verdichtereintrittstemperatur (Triebwerk) |
| CIT              | (City) Near Large Towns                                                                                 | Im Großstadtbereich (Wetterschlüssel für METAR und TAF) |
| CIV              | Civil                                                                                                   | Zivil |
| CJ               | Corporate Jetliner                                                                                      | Airbus A319 CJ – auf dem Airbus A319 basierendes Geschäftsreiseflugzeug |
| CK               | Check                                                                                                   | Kontrolle |
| CKPT             | Cockpit                                                                                                 | |
| CKT              | Circuit                                                                                                 | Kreislauf |
| CL; C/L          | Center Line                                                                                             | Mittellinie – auf der Start- und Landebahn (RWY CL) oder auf dem Rollweg (TWY CL) |
| CL               | Center of Lift                                                                                          | Auftriebsmittelpunkt |
| CL               | Class (Cargo Code)                                                                                      | Klassifizierung |
| CL               | Coefficient of Lift                                                                                     | Auftriebsbeiwert (Polare) (auch als Ca bezeichnet) |
| CL               | Close                                                                                                   | schließen |
| CL               | Climb                                                                                                   | Steigflug |
| CL               | Compass Locator                                                                                         | oft am OM (outer marker) oder MM (middle marker) gelegen |
| C/L              | Check List                                                                                              | Checkliste (Luftfahrt) |
| CL               | Coefficient of Lift                                                                                     | Auftriebsbeiwert (Polare) (auch als Ca bezeichnet) |
| CLmax            | maximum Coefficient of Lift                                                                             | Maximaler Auftriebsbeiwert (siehe: Polare) |
| CLα              | Lift Curve Slope                                                                                        | Steigung der Kurve für den Auftriebsbeiwert (siehe: Polare) |
| CLA              | Clearance Acknowledgement Downlink Message                                                              | |
| CLA              | Clear Type of Ice Formation                                                                             | |
| CLA/GPI          | Centerline of Amplification and Glide Path Intercept (Reflector)                                        | |
| CLAC             | Comisión Latinoamericana de Aviación Civil                                                              | |
| CLB              | Climb                                                                                                   | steigen, Steigflug |
| CLBR             | Calibration                                                                                             | Kalibrierung |
| CLC              | Course Line Computer                                                                                    | |
| CLCP             | Central Lateral Control Package                                                                         | Kontrolleinheit an der B-747 – steuert das Querruder |
| CLD              | Clouds                                                                                                  | Wolken (Wetterschlüssel für METAR und TAF) |
| CLG              | Ceiling                                                                                                 | Hauptwolkenuntergrenze – auch CEIL – (Bedeckung über 3/8) (Wetterschlüssel für METAR und TAF) |
| CLG              | Calling                                                                                                 | |
| CLL              | Centerline Lights                                                                                       | Mittellinienbefeuerung der Start- und Landebahn |
| CLNC             | Clearance                                                                                               | Freigabe |
| CLNC DEL         | Clearance Delivery                                                                                      | Freigabeerteilung; Funkfrequenz zur Freigabeerteilung |
| CLNG             | Cooling                                                                                                 | Kühlung |
| CLO              | Counter Low Observable                                                                                  | Gegen Radarerfassung gerichtet |
| CLR              | Clear; Cleared; Clearance                                                                               | Freigegeben; freigegeben nach; Freigabe (Beispiel: taxi CLR); Löschen |
| CLR              | Clearance delivery                                                                                      | Freigabe erfolgt |
| CLR              | Clear                                                                                                   | Löschen (eine Taste an der Control and Display Unit) |
| CLRD             | Cleared                                                                                                 | freigegeben |
| CLRNC            | Clearance                                                                                               | Freigabe |
| CLS              | Class                                                                                                   | Klasse |
| CLS              | Cabin Light System                                                                                      | (Boeing) |
| CLSD             | Closed                                                                                                  | Geschlossen |
| CLT              | Calculated Landing Time                                                                                 | Vorauskalkulierte Landezeit |
| CLX              | Oceanic Clearance Uplink Message                                                                        | |
| CM               | Centimeter                                                                                              | Zentimeter |
| Cm               | Coefficient of Pitching Moment                                                                          | |
| Cm0              | Coefficient of Pitching Moment at Zero Lift                                                             | (Zero lift axis) |
| CM1              | Cockpit Member Number 1, Commander                                                                      | Flugkapitän |
| CM2              | Cockpit Member Number 2, Co-Pilot                                                                       | Erster Offizier |
| CM3              | Cockpit Member Number 3                                                                                 | Flugingenieur |
| c/m              | climb and maintain                                                                                      | Steigen und Höhe halten – ATC-Anweisung der Flugsicherung |
| CMB              | Climb                                                                                                   | steigen |
| CMC              | Central Maintenance Computer                                                                            | (Boeing) |
| CMCF             | Central Maintenance Computer Function                                                                   | (Boeing) |
| CMCS             | Central Maintenance Computer System                                                                     | (Boeing 747) |
| CMD              | Command                                                                                                 | Kommando (z. B. Beschriftung an den drei Ein/Aus-Schaltern der drei Autopiloten – Boeing 747) |
| CMF              | Component Maintenance Flight                                                                            | (Militär) |
| CMM              | Component Maintenance Manuals                                                                           | |
| CMNPS            | Canadian Minimum Navigation Performance Specification                                                   | Mindestnavigationsausrüstung für den CMNPS-Airspace |
| CMO              | Certificate Management Office                                                                           | |
| CMP              | Code Management Plan                                                                                    | Code Management Plan der Flugsicherung für die Transpondercodes |
| CMPL             | Completion, completed, complete                                                                         | Beendigung, beendet, vollständig |
| CMPTR            | Computer                                                                                                | Computer |
| CMR              | Certification Maintenance Requirements                                                                  | |
| CMR              | Combat Mission Ready                                                                                    | |
| CMS              | Clean Maneuvering Speed                                                                                 | |
| CMS              | Cabin Management System                                                                                 | (Boeing 747, Boeing 777) |
| CMS              | Central Maintenance System                                                                              | (Boeing 747) |
| CMSD             | Commissioned                                                                                            | |
| CMU              | Central Management Unit                                                                                 | (Boeing) |
| CN               | Compass North                                                                                           | Vom Magnetkompass angezeigte N-Richtung |
| C/N              | Construction number                                                                                     | Konstruktionsnummer |
| C/N              | COM/NAV                                                                                                 | Sprechfunk-/Navigationsgerät |
| CNDU             | Control and Display Navigation Unit                                                                     | |
| CNL              | Cancel; Cancelled                                                                                       | aufheben; gestrichen |
| CNL              | Flightplan Cancellation Message; FPL-Cancellation                                                       | Flugplanaufhebungsmeldung; Flugplanstreichungsmeldung; Flugplanstreichung |
| CNS              | Communications                                                                                          | |
| CNS              | Communications, Navigation and Surveillance/Air Traffic Management                                      | |
| CNS/ATM          | Communications, Navigation and Surveillance/Air Traffic Management                                      | (weitgehend) freie Streckenführung (nach FANS-1) |
| CNTR             | Center                                                                                                  | (Flugkontroll-)Zentrum |
| CNTRLD           | Controlled                                                                                              | kontrolliert |
| CNTRLN           | Centerline                                                                                              | Mittellinie (der Startbahn) |
| CNX              | Cancelled                                                                                               | gestrichen, abgesagt |
| CO               | Country                                                                                                 | Land |
| CO               | County                                                                                                  | Gemeine; Landkreis |
| CO               | Copilot                                                                                                 | Kopilot (siehe Pilot) |
| CO               | Company                                                                                                 | Firma |
| COAT             | Corrected Outside Air Temperatur                                                                        | Korrigierte Außentemperatur (OAT) – nach Tabelle korrigierte angezeigte Außentemperatur, da bei einem Jet im Flug dieser angezeigte Wert zu hoch ist, wegen der Erwärmung durch die Kompression der anströmenden Luft |
| COB              | Confirmed Off-Block                                                                                     | |
| COC              | Combat Operations Center                                                                                | |
| C of A           | Certificate of Airworthiness                                                                            | Lufttüchtigkeitszeugnis |
| COFP             | Common Operational Flight Program                                                                       | Allgemeines Flugsteuerungsprogramm |
| C of R           | Certificate of Registration                                                                             | |
| COG              | Center of Gravity                                                                                       | Schwerpunkt |
| COM              | Communications                                                                                          | Funkempfänger und -sender, Fernmeldewesen |
| COMAT            | Company Material                                                                                        | Hauspost – wird mit den regulären Flügen vom Hauptquartier zu den Zweigstellen an den einzelnen Flughäfen mitgenommen |
| COMFAIL          | Communication Failure/Radio Failure                                                                     | Funkausfall – dann muss der Transpondercode 7600 gesetzt werden und unter IMC sind bestimmte Vorschriften und Verfahren zu befolgen |
| COMIL            | ATS Coordination Center for Military Airspace Utilization                                               | |
| COML             | Commercial                                                                                              | kommerziell |
| COMLO            | Compass Locator                                                                                         | |
| COMM             | Communication                                                                                           | Kommunikation (Sprechfunk) |
| COMP             | Compatibility Group (Cargo Code)                                                                        | Verträglichkeitsgruppe |
| COMP             | Compressor                                                                                              | Kompressor |
| COMPLAN          | Communications Planning                                                                                 | |
| COMPT            | Compartment                                                                                             | Abteil, Abschnitt |
| COMSEC           | Communications Security                                                                                 | |
| COMSN            | Commission                                                                                              | Kommission |
| CON              | Control                                                                                                 | Kontrolle; Abteilung der Flugsicherung (z. B. Approach Control) |
| CON              | Concrete                                                                                                | Beton |
| CON              | Continuous                                                                                              | fortgesetzt; fortlaufend |
| CONC             | Concrete                                                                                                | Beton |
| CONC             | Concerning                                                                                              | betreffend |
| COND             | Condition                                                                                               | Zustand, Beschaffenheit; AIR COND = Klimaanlage |
| CONDS            | Conditions                                                                                              | Zustände (z. B. CONDS CONTIG BYD 2100Z) |
| CONFIG           | Configuration                                                                                           | Konfiguration |
| CONN             | Connection                                                                                              | Verbindung |
| CONS             | Continuous                                                                                              | durchgehend (Wetterschlüssel für METAR und TAF) |
| CONSOL; CONSOLAN | | Funknavigationssystem (LW) |
| CONST            | Construction; Constructed                                                                               | Bau, gebaut, im Bau |
| CONT             | Control                                                                                                 | Kontrolle |
| CONT             | Contingency Fuel                                                                                        | Reservetreibstoff |
| CONT             | Continuous; Continue; Continued                                                                         | Fortsetzen; fortgesetzt; fortlaufend (z. B. MAX CONT TRUST) |
| CONTIG           | Continuing                                                                                              | fortgesetzt (z. B. CONDS CONTIG BYD 2100Z) |
| CONUS            | Continental USA, Contiguous USA                                                                         | |
| CONVL            | Conventional                                                                                            | gewöhnlich |
| COOR             | Coordinates                                                                                             | Koordinaten, Positionsdaten |
| COORD            | Coordinates                                                                                             | Koordinaten, Positionsdaten |
| COP              | Change Over Point                                                                                       | Punkt, über dem die Frequenz zwischen zwei Funknavigationsanlagen gewechselt werden muss; Wechselpunkt (für Funkfeuer) – gewöhnlich erfolgt der Frequenzwechsel auf halber Strecke zwischen zwei Funknavigationsanlagen; der Change Over Point wird in Karten nur dann separat vermerkt, wenn er nicht genau in der Mitte liegt; nach dem Change Over Point erfolgt die Richtungsführung durch die voraus liegende Funknavigationsanlage |
| COP              | Combat Operating Procedures                                                                             | |
| COPTER           | Helicopter                                                                                              | Hubschrauber |
| COR              | Correct; Corrected; Correction                                                                          | Richtig, berichtigt, Berichtigung |
| CORR             | Correction                                                                                              | Korrektur |
| CORR             | Corridor                                                                                                | Korridor |
| COSA             | Coordinating and Scheduling Agency                                                                      | |
| COSPAS-SARSAT    | Russian Search and Rescue Satellite Aided Tracking System                                               | Internationales, satellitengestütztes Such- und Rettungssystem (Russland, Kanada, Frankreich, USA …) zur Erfassung und Lokalisierung von Notfunkbaken (EPIRBS), die auf Schiffen, in Luftfahrzeugen, aus Landfahrzeugen und/oder von Einzelpersonen aktiviert werden (COSPAS = russisch: Kosmitscheskaja Sistema Poiska Avarinich Sudow – kosmisches System zur Suche nach havarierten Transportmitteln [Schiffe]; auch: Международная спутниковая система поиска и спасания – internationales Satelliten-gestütztes Such- und Rettungssystem – SARSAT – Search and Rescue Satellite) |
| CO RTE           | Company Route                                                                                           | |
| COT              | at the Coast                                                                                            | Im Küstenbereich (Wetterschlüssel für METAR und TAF) |
| COTS             | Commercial Off-the-Shelf                                                                                | Konventionelle Komponenten, Baugruppen, Ersatzteile |
| COV              | Cover, covered, covering                                                                                | Decke, bedeckt, bedeckend (Wetterschlüssel für METAR und TAF) |
| CP               | Control Panel                                                                                           | Kontroll-Bedienfeld |
| CP               | Command Post                                                                                            | Kommandozentrale |
| CP               | Critical Point                                                                                          | Kritischer Punkt |
| CP               | Center of Pressure                                                                                      | Druckpunkt (Punkt, an dem die Summe aller Druckkräfte eine Kraft oder ein Moment erzeugt) |
| CPA              | Closest Point of Approach                                                                               | Punkt der größten Annäherung, Begriff aus TCAS |
| CPC              | Cessna Pilot Center                                                                                     | Von Cessna lizenzierte Flugschule |
| CPC              | Cabin Pressure Controller                                                                               | siehe: Druckkabine, Klimaanlage (Flugzeug) |
| CPCS             | Cabin Pressure Control System                                                                           | siehe: Druckkabine, Klimaanlage (Flugzeug) |
| CPDLC            | Controller Pilot Data Link Communication                                                                | Schriftliche Datenverbindung zwischen Fluglotsen und Piloten (reduziert die Verständigungsprobleme und Kommunikationsfehler im Flugfunk), siehe auch VHF-Datenfunk und Aeronautical Telecommunications Network |
| CPI              | Crew Performance Indicator                                                                              | |
| CPL              | Berufspilotenlizenz                                                                                     | Berufspilotenlizenz; Berufsflugzeugführer-Lizenz |
| CPL              | Current Flight Plan Message                                                                             | Meldung bezüglich des geltenden Flugplanes |
| CPL              | Cabin Preparation List                                                                                  | Checkliste für die Kabinenbesatzung zur Vorbereitung der Passagiere auf eine Notlandung oder Notwasserung (ausreichend Zeit vorausgesetzt) |
| CPLD             | Coupled                                                                                                 | verbunden, gekoppelt – z. B. NAV CPLD ist ein Modus am Autopiloten |
| CPM              | Container/Pallet Distrib. Msg.                                                                          | Information über an Bord befindliche Container und ihre Ladeposition |
| CPNY             | Company                                                                                                 | Fluggesellschaft (z. B. CPNY RTE = company route) |
| CPR              | Compressor Pressure Ratio                                                                               | (Triebwerk) |
| CPT              | Cockpit Procedure Trainer; Cockpit Procedure Training                                                   | Cockpit-Verfahrenstrainer; Cockpit-Verfahrenstraining (siehe: Flugsimulation) |
| CPT              | Calculated Parking Time                                                                                 | |
| CPT              | Captain                                                                                                 | Kapitän (siehe: Pilot) |
| CPT              | Clearance – Pre-Taxi Procedure                                                                          | Freigabe (z. B. Startfreigabe, Landefreigabe, Überflugerlaubnis) – siehe: Flugverkehrskontrolle |
| CPTR             | Copter; Helicopter                                                                                      | Hubschrauber |
| CR               | Change Request                                                                                          | Änderungsanforderung |
| CR               | Class Rating                                                                                            | Klassenberechtigung |
| CR               | Creek                                                                                                   | Bach |
| CR               | Cruise                                                                                                  | Reiseflug, Horizontalflug |
| CR               | Crashed                                                                                                 | abgestürzt, verunfallt |
| C/R              | Crew Rest Area                                                                                          | Ruhebereich für die Besatzung – separate Temperaturkontrolle für die Klimaanlage (Flugzeug) |
| CRA              | Crew Rest Area                                                                                          | Besatzungs-Ruhebereich |
| CRAD             | Canadian Radar                                                                                          | |
| CRAF             | Civil Reserve Air Fleet                                                                                 | |
| CRAM             | Conditional Route Availability Message                                                                  | |
| CRC              | Crew Rest Compartment                                                                                   | Besatzungs-Ruheabteil |
| CRes             | Corrosion Resistant                                                                                     | |
| CRF              | Crew Rest Facilities                                                                                    | Ruheraum für Piloten und Flugbegleiter im Flugzeug (meist als bunk bezeichnet; bunk bed = Hochbett oder Doppelstockbett) |
| CRG              | Cargo                                                                                                   | Luftfracht |
| CRI              | Class Rating Instructor                                                                                 | |
| CRI              | Certification Review Item                                                                               | Zulassungsvorschrift der EASA |
| CRJ              | Bombardier Canadair Regional Jet                                                                        | |
| CRM              | Crew Ressource Management; Cockpit Resource Management                                                  | effektives Arbeiten als Besatzung |
| CRM/K            | Crew Ressource Management for Cabin Crew                                                                | |
| CROD             | Constant Rate of Descent                                                                                | (Synonym für: Constant Descent Approach Procedure) |
| CRP              | Compulsory Reporting Point                                                                              | Pflichtmeldepunkt (siehe: Kontrollzone) |
| CRP              | Carbon Reinforced Plastic                                                                               | |
| CRPA             | Controlled Reception Pattern Antenna                                                                    | |
| CRS              | Course                                                                                                  | Kurs; Flugkurs |
| CRS              | Certificate of Release to Service                                                                       | Lufttüchtigkeits Zertifikat nach Wartungsarbeiten |
| CRS              | Certified Repair Station (FAA)                                                                          | Zertifizierte Werft (FAA) |
| CRS              | Check-in Reservation                                                                                    | Sitzplatzreservierung beim Einchecken |
| CRS              | Computer Reservation System                                                                             | Computer-Flugscheinausstellung |
| CRT              | Cathode Ray Tube                                                                                        | Kathodenstrahlröhre (Displayart) |
| CRTSY            | Courtesy                                                                                                | Nettigkeit (z. B. Courtesy Car – kostenlose Autovermietung oder kostenlose Übernachtung – für Privatpiloten an abgelegenen Flugplätzen in den USA – damit der Kunde wieder kommt) |
| CRW              | Canard Rotor Wing                                                                                       | Rotorflugzeug in Entenbauweise |
| CRZ              | Cruise                                                                                                  | Reiseflug, Horizontalflug |
| CS; C/S          | Call Sign                                                                                               | Rufzeichen |
| CS               | Certification Specifications                                                                            | Zulassungsspezifikationen (Luftfahrtvorschriften und Zulassungsbestimmungen der Europäischen Luftfahrtbehörde EASA; CS ersetzen JAR Vorschriften bei Neuzulassungen (Beispiel: CS-25 ersetzt JAR-25); Europäische Luftfahrt-Richtlinien; Europäische Luftfahrtanforderungen) |
| CS               | Cirrostratus                                                                                            | Cirrostratuswolken (Wetterschlüssel für METAR und TAF) |
| CS               | Control Switch                                                                                          | Kontrollschalter |
| C/S              | Colour scheme                                                                                           | |
| CSAR             | Combat Search and Rescue                                                                                | Militärische Luftrettung im Kampfeinsatz |
| CSB              | Carrier Side Band                                                                                       | AM Carrier (Double) Side Band modulierte Signale bei ILS-LLZ und ILS-GP zur Erzeugung der DDM im Raum |
| CSCU             | Cargo Smoke Control Unit                                                                                | |
| CSD              | Constant Speed Drive                                                                                    | Jedes Triebwerk hat einen Wechselstrom-Generator (Alternating Current/AC); die Constant Speed Drive Unit (oder ein bauähnliches Gerät – VSCF – Variable Speed Constant Frequency; IDG – Integrated Drive Generator) stellt die Verbindung zwischen Triebwerk und Generator her; diese Antriebseinheit hat ein eigenes Ölsystem (unabhängig vom Ölsystem des Triebwerks) zur Kühlung und Schmierung; (z. B. „illumination of the number two generator CSD low oil pressure warning light“ dann muss der Pilot die generator CSD vom Triebwerk trennen – kann im Flug nicht wieder „eingekuppelt“ werden – ähnlich einer Kupplung mit Sollbruchstelle); da das Triebwerk mit unterschiedlichen Drehzahlen (Leistungseinstellungen) betrieben wird (Start, Steigflug, Reiseflug, Sinkflug, Landung) wird das CSD als Getriebe benötigt, um den Generator mit einer gleichbleibenden Drehzahl anzutreiben |
| CSDS             | Cargo Smoke Detector System                                                                             | (Boeing 777) |
| CSEU             | Control System Electronics Unit                                                                         | (Boeing 747) |
| CSFF             | Cold Soaked Fuel Frost; Upper Wing Surface Non-environmental Icing                                      | Vereisung an der Tragflächenoberseite durch kalten Treibstoff (nach der Landung sichtbar oder beim Sinken in wärmere und feuchtere Luftmassen) |
| CSI              | Critical Safety Item                                                                                    | |
| CSLV             | Cycles Since Last Shop Visit                                                                            | Arbeitszyklen seit dem letzten Werkstattaufenthalt (z. B. Triebwerk) |
| CSM              | Cartographic Specification Manual                                                                       | |
| CSM              | Cabin System Module                                                                                     | (Boeing) |
| CSM              | Chopped Strand Mat                                                                                      | Glasfasermatte (für Glasfaserverstärkten Kunststoff) |
| CSM/G            | Constant Speed Motor/Generator                                                                          | Hydraulikmotor mit geregelter Drehzahl, der einen Generator antreibt, siehe: Ram-Air-Turbine |
| CSMU             | Cabin System Management Unit oder Crash-Survivable Memory Unit                                          | (Boeing) siehe: Flugschreiber Crash-Survivable Memory Unit |
| CSN              | Cycles Since New                                                                                        | Durchlaufene Betriebszyklen seit dem Neuzustand (z. B. bei Triebwerken – Anlassen-Betrieb-Abstellen) |
| CSO              | Cycles Since Overhaul                                                                                   | Durchlaufene Betriebszeit seit der Wartung (z. B. bei Triebwerken) |
| CSS              | Cabin Service Supervisor                                                                                | Purser; Kabinenchef |
| CST              | Central Standard Time                                                                                   | (AUS) UTC + 9,5 Stunden (Zeitzone) |
| CsT              | Centi-Stokes                                                                                            | Viskositäts-Index |
| CS/T             | Combines Station/Tower                                                                                  | |
| CSTMS            | Customs                                                                                                 | Zoll |
| CSTR             | Constraint                                                                                              | Einschränkung, Zwang |
| CSU              | Constant Speed Unit                                                                                     | Steuereinheit für den Constant Speed Propeller (Verstellpropeller) – gleicht Drehzahländerungen durch die Änderung der Anstellwinkel der Propellerblätter aus |
| CSV              | Comma Separated Value                                                                                   | Dateiformat bei der Auswertung von Flugunfällen mittels Block box (Flugschreiber) – die ausgelesenen Daten werden beispielsweise bei der NTSB im CSV-format aufbereitet. |
| CT               | Control Tower                                                                                           | Kontrollturm |
| CT               | Compass Track                                                                                           | Kompasskurs (auch als CC – Compass Course – gebräuchlich) |
| CTA              | Control Area                                                                                            | Kontrollzone; Kontrollbezirk |
| CTA              | Calculated Time Of Arrival                                                                              | Geplante Ankunftszeit |
| CTA              | Controlled Time Of Arrival                                                                              | |
| CTAF             | Common Traffic Advisory Frequency                                                                       | (Ungebräuchliche deutsche Übersetzung: Allgemeine Fluginformationsfrequenz) |
| CTAI             | Cowl Thermal Ani-Ice                                                                                    | (Flugzeugenteisung) |
| CTALT            | Controlled Altitude                                                                                     | |
| CTAM             | Climb to and Maintain                                                                                   | steigen und beibehalten |
| CTAS             | Center TRACON Automation System                                                                         | |
| CTC              | Contact                                                                                                 | anrufen; stellen Sie Verbindung her zu … |
| CTC              | Cabin Temperature Controller                                                                            | (Boeing) |
| CTCSS            | Continuous Tone Coded Subaudio Squelch                                                                  | Selektivrufsystem |
| CTGY             | Category                                                                                                | Kategorie |
| CTL              | Control                                                                                                 | Kontrolle, Überwachung |
| CTL PNL          | Control Panel                                                                                           | Kontrollpanel |
| CTN              | Caution                                                                                                 | Vorsicht; Warnung |
| CTOL             | Collision during Take-off or Landing                                                                    | Kollision mit Hindernissen während Start und Landung |
| CTOL             | Conventional Take-Off and Landing                                                                       | Konventioneller Start und Landung |
| CTOT             | Coordinated Takeoff Time, Calculated Take Off Time                                                      | Berechnete Abflugzeit; Abflugzeitfenster (Slot) maximal minus 5 Min. bis plus 10 Min. Abweichung |
| CTOT             | Constant Torque On Take-off                                                                             | |
| CTR              | Center                                                                                                  | Flugsicherung, die zuständig ist für den gesamten Luftraum einer FIR, der nicht durch Approach-Control (APP) oder den Tower (TWR) kontrolliert wird. |
| CTR              | Center                                                                                                  | zentrieren (z. B. CDU – schrittweise Anzeige des eingespeicherten Flugplanes im MAp-Modus am Navigation Display) |
| CTR              | Control Area                                                                                            | Kontrollzone (Flugsicherungs)-kontrollierter Luftraum zum Schutz des IFR-Verkehrs an Flugplätzen dient (Luftraumstruktur) |
| CTRD             | Certified Tower Radar Display                                                                           | |
| CTRL             | Control                                                                                                 | Kontrolle, Regelung |
| CTS              | Course to Steer                                                                                         | |
| CTU              | Cabin Telecommunication Unit                                                                            | (Boeing 737-700, -800, -900, Boeing 757) |
| CTVS             | Cockpit Television Sensor                                                                               | (General Dynamics F-16) |
| CU               | Control Unit                                                                                            | Kontrolleinheit |
| CU               | Cumulus                                                                                                 | Cumuluswolken – Quellwolken (Wetterschlüssel für METAR und TAF) |
| CUF              | Cumuliform                                                                                              | Cumuluswolken-artig – wie Quellwolken (Wetterschlüssel für METAR und TAF) |
| CUST             | Customs                                                                                                 | Zoll |
| CV               | Control Valve, Shutoff Valve                                                                            | Kontrollventil, Abschaltventil |
| CV               | Diversion (Cargo Code)                                                                                  | Umleitung |
| CVFDR            | Combined Voice and Flight Data Recorder                                                                 | Flugschreiber |
| CVFP             | Charted Visual Flight Procedure                                                                         | (USA) Kartenansicht eines Sichtanflugverfahrens – für jeweils eine konkrete Landebahn; an einigen Flugplätzen mit Kontrollturm, wegen Besonderheiten der Umgebung, aus Lärmschutzgründen, aus Sicherheitsgründen oder zur Erhöhung der Effektivität der Flugsicherung; CVFP wurde hauptsächlich für Turbopropmaschinen entwickelt; stellt herausragende Landschaftsmerkmale, Kurs und empfohlene Höhen dar |
| CVFR             | Controlled Visual Flight Rules                                                                          | Kontrollierter Sichtflug |
| CVR              | Cockpit Voice Recorder                                                                                  | Stimmenrecorder (Black Box) |
| CVSM             | Conventional Vertical Separation Minimum                                                                | |
| CW; C/W          | Continuous Wave                                                                                         | unmoduliertes Signal; ungedämpfte Welle; Dauerton – beim NDB-Nignal |
| CW               | Carrier Wave                                                                                            | Trägerwelle |
| CW               | Clockwise                                                                                               | Im Uhrzeigersinn (Drehrichtung) |
| CW               | Complied With                                                                                           | |
| CW               | Continuous wave                                                                                         | unmodulierte Welle |
| C&W              | Caution and Warning                                                                                     | |
| CW               | Coefficient of Drag                                                                                     | Widerstandsbeiwert (Strömungswiderstandskoeffizient) – auch als CD oder CX bezeichnet |
| CWA              | Center Weather Advisory                                                                                 | |
| CWS              | Control Wheel Steering                                                                                  | Steuermodus des Autopiloten (ein Submodus des Autopiloten), wobei der Pilot über die Knüppelkraft Richtung und Höhe bestimmt |
| CWS P            | Control Wheel Steering (Pitch)                                                                          | Steuermodus des Autopiloten (Pitchmodus), wobei der Pilot über die Knüppelkraft die Höhe bestimmt |
| CWS R            | Control Wheel Steering (Roll)                                                                           | Steuermodus des Autopiloten (Rollmodus), wobei der Pilot über die Knüppelkraft die Richtung bestimmt |
| CWT              | Central Wing Tank                                                                                       | Zentraler Flügeltank (Treibstoff) |
| CWY              | Clearway                                                                                                | Freifläche |
| CX               | Coefficient of Drag                                                                                     | Widerstandsbeiwert (Strömungswiderstandskoeffizient) – auch als CD oder CW bezeichnet |
| CXX              | Cancellation                                                                                            | Streichung des Fluges |
| CY               | Company                                                                                                 | Firma |
| CY               | Calendar Year                                                                                           | Kalenderjahr |
| CYN              | Canyon                                                                                                  | Schluchtartig eingeschnittenes Tal beziehungsweise Grabensystem |
| CZ               | Caution Zone                                                                                            | Gefahrenzone |
| CZ               | Control Zone                                                                                            | Kontrollzone |
| CZI              | Core Zone Inspection                                                                                    | (Triebwerk) |

zum Buchstabenanfang – C

### D
(zum nächsten Buchstaben – E) … (zum Anfang der Liste)
DA, DB, DC, DD, DE, DF, DG, DH, DI, DK, DL, DM, DN, DO, DP, DR, DS, DT, DU, DV, DW, DZ
| D          | Delta                                                                          | Int. Buchstabieralphabet (ICAO-Alphabet) |
| D          | Danger Area (followed by identification)                                       | Gefahrengebiet (Luftfahrt) (gefolgt von einer näheren Bezeichnung) |
| D          | Class-D Airspace                                                               | Luftraum der Klasse D (Luftraumstruktur) |
| D          | Distance                                                                       | Entfernung (z. B. D10 = Entfernung 10 NM) |
| D          | Day                                                                            | Tag |
| D          | Category D Aircraft                                                            | In Landekonfiguration ist die Anfluggeschwindigkeit (1,3 x VS) 141 – 165 kt |
| D          | Delta – Difficult                                                              | GAFOR-Wetter-Code für: Bodensicht weiter als 5 km (und/oder) Hauptwolkenuntergrenze über 1000 ft |
| D          |                                                                                | Business Class Spezialtarif (Buchungscode der Lufthansa und Star Alliance) – siehe: Buchungsklasse |
| D          | Decreasing                                                                     | Abnehmend – nur als Zusatz hinter der Angabe der Landebahnsichtweite – RVR – Runway Visual Range |
| D          | Drag                                                                           | Widerstand, Luftwiderstand |
| D0         | Zero Lift Drag                                                                 | |
| d          | Difference                                                                     | Seitliche Kursablage |
| d          | Thickness of Flexible Pavement                                                 | Stärke der flexiblen Decke (der Landebahn) – ersetzt durch Pavement Classification Number (PCN) |
| DA         | Decision Altitude                                                              | Entscheidungshöhe (für den Endanflug) (in Höhe über Meeresspiegel – MSL). Sie hängt wesentlich von der Obstacle Clearance Altitude – OCA – ab (vergleiche auch Decision Height – DH). Kurz vor der Landebahn (meist in einer Höhe von 200 ft AGL – bei ILS CAT I) muss der Pilot entscheiden, ob eine Landung möglich ist (Sicht, Fluglage usw.) oder ob er die Landung abbricht und das Fehlanflugverfahren (missed approach procedure) einleitet; Referenz für die Einleitung des Fehlanflugverfahrens beim CAT I ILS-Anflug; wird z. B. bei der MD-80 auf dem Höhenmesser angezeigt. |
| DA         | Density Altitude                                                               | Dichtehöhe |
| DA         | Drift Angle                                                                    | Abdriftwinkel |
| DA         |                                                                                | Deutsche Airbus (Teil der Airbus Industries) – die Deutsche Airbus wurde 1990 gegründet. Sie gehört zu 100 % zu Messerschmitt-Bölkow-Blohm (MBB) und umfasst den gesamten zivilen Teil, während MBB die militärische Produktion hat. |
| D/A        | Digital to Analog                                                              | Digital nach analog (Digital-Analog-Umsetzer – DAU) |
| DAA        | Delivery at Aircraft                                                           | Verfahren zur Handgepäckabfertigung bei Verkehrsflugzeugen mit begrenztem Stauraum in der Kabine |
| DABS       | Discrete Address Beacon System                                                 | Discrete Address Beacon System (DABS) war die Bezeichnung für SSR Mode S während der Entwicklung in den USA bis zur Standardisierung durch ICAO in Annex 10 Nr. 2.5 ff |
| DABS       | Daily Airspace Bulletin Switzerland                                            | Ersatz für das KOSIF |
| DAC        | Digital Audio Control                                                          | |
| DACT       | Dissimilar Air Combat Training                                                 | |
| DADC       | Digital Air Data Computer                                                      | |
| DAR        | Digital Aids Recorder                                                          | |
| DAeC       |                                                                                | Deutscher Aero Club |
| DAFIF      | Digital Aeronautical Flight Information File                                   | Datei (Datenbank) mit den weltweiten Navigationsdaten (wird alle 28 Tage – oder noch häufiger aktualisiert) |
| DA(H)      | Decision Altitude (Height)                                                     | Entscheidungshöhe |
| DAIR       | Direct Altitude And Identity Readout                                           | |
| DALR       | Dry Diabatic Lapse Rate                                                        | siehe: Atmosphärischer Temperaturgradient |
| DAP        | Departure and Approach Procedures                                              | Abflug- und Anflugkarten |
| DAR        | Designated Airworthiness Representative                                        | |
| DARC       | Direct Access Radar Channel                                                    | (ATC) |
| DAS        | Delay Assignment                                                               | |
| DAS        | Density Airspeed                                                               | Dichte-Geschwindigkeit |
| DAS        | Designated Alteration Station                                                  | Für Modifikationen autorisierter Betrieb |
| DASA       |                                                                                | Deutsche Aerospace Airbus GmbH |
| D-ATIS     | Digital Automatic Terminal Information Service                                 | |
| DATR       | Digital Audio Tape Reproducer                                                  | |
| DAU        | Digital-Analog-Converter (DAC)                                                 | Digital-Analog-Umsetzer |
| DAVVL      | German Bird Strike Committee – GBSC                                            | Deutscher Ausschuss zur Verhütung von Vogelschlägen im Luftverkehr; siehe: Vogelschlag |
| DAW        | Digital-Analog-Converter (DAC)                                                 | Digital-Analog-Wandler |
| DAYLT      | Daylight                                                                       | Tageslicht |
| dB         | Decibel                                                                        | Dezibel (Einheit) |
| DB         | (russ.) Дальний Бомбардировщик, Dalnij Bombardirowschtschik, Long Range Bomber | Fernbomber – z. B. Bolchowitinow DB-A, Jermolajew Jer-2, Petljakow Pe-8 |
| DBML       | Diabetic Meal (Catering Code)                                                  | Diabetikeressen – siehe: Flugzeugessen |
| DB-NfL     |                                                                                | Datenbank Nachrichten für Luftfahrer |
| DBR        | Damaged beyond (economical) repair                                             | |
| DBW        | Distance Between Waypoints                                                     | Entfernung zwischen den Wegpunkten |
| DC         | Direct Current                                                                 | Gleichstrom |
| DC         | Doors Closed                                                                   | Türen des Flugzeugs geschlossen |
| DCA        | Department of Civil Aviation                                                   | |
| DCAC       | Define and Control Airplane Configuration                                      | Ein System zur umfassenden Verbesserung der Geschäftsprozesse (von Boeing angewendet) |
| DCAC/MRM   | Define and Control Airplane Configuration/Manufacturing Resource Management    | Ein System zur umfassenden Verbesserung der Geschäftsprozesse (von Boeing angewendet) |
| DCADIZ     | Washington Air Defense Identification Zone                                     | Militärische Luftverteidigungszone um Washington DC |
| DCAS       | Digital Controlled Audio System                                                | |
| DCGF       | Data Conversion Gateway Function                                               | (Boeing) |
| DCIR       | DC Isolation Relay                                                             | |
| DCKG       | Docking                                                                        | andocken (parken) |
| DCL        | Departure Clearance                                                            | Startfreigabe |
| DCLTR      | Declutter                                                                      | „entrümpeln“ – reduziert die Anzahl der angezeigten Objekte auf dem Navigationsbildschirm (Garmin G1000) |
| DCM        | Deadhead Crew Member                                                           | Personal ohne dienstliche Aufgabe an Bord |
| DCMF       | Data Communication Management Function                                         | (Boeing) |
| DCMS       | Data Communication Management System                                           | (Boeing) |
| DCMSD      | Decommissioned                                                                 | Außer Dienst gestellt |
| DCN        | Diplomatic Clearance Number                                                    | Nummer der diplomatischen Freigabe |
| DCRZ       | Descend To and Cruise                                                          | |
| DCS        | Departure Control System                                                       | |
| DCT        | Direct; Direct To                                                              | (Freigabe) direkt nach (Ortsangabe) |
| DCU        | Data Concentration Unit                                                        | Datenverarbeitungs-Einheit |
| DCV        | Directional Control Valve                                                      | Kontrollventil für die Fließrichtung |
| DD         | Day                                                                            | Tag (zweistelliges Format: 01, 02, … , 31) |
| DD         | Drift Down                                                                     | |
| D/D        | Direct Descent                                                                 | |
| D&D        | Distress and Diversion                                                         | Notfälle und Umleitungen (Distress and Diversion Frequency – 212,5 MHz; Distress and Diversion controller – ATC) |
| DDG        | Dispatch Deviations Guide                                                      | |
| DDI        | Digital Display (Screen)                                                       | |
| DDM        | Difference in Depth of Modulation                                              | |
| DDPG       | Dispatch Deviations Procedures Guide                                           | |
| DDR        |                                                                                | Digitaler Datenrekorder |
| DDRMI      | Digital Distance Radio Magnetic Indicator                                      | |
| DEC        | December                                                                       | Dezember |
| DEC        | Decrease                                                                       | abnehmen, verringern |
| DECCA      | Decca                                                                          | Decca Navigation System |
| DECEL      | Decelerate, Decelerated                                                        | verlangsamen, abbremsen |
| DECMSND    | Decommissioned                                                                 | stillgelegt |
| DECOM      | Decommission                                                                   | Außerdienststellung |
| DECTRA     |                                                                                | Hyperbelnavigationsverfahren |
| DED        | Dedicated                                                                      | |
| DEE        |                                                                                | Datenendeinrichtung |
| DEEC       | Digital Electronic Engine Control                                              | Automatische Schubregelung |
| DEFCS      | Digital Electronic Flight Control System                                       | |
| DEG        | Degrees                                                                        | Grad (z. B. DegF – °F; DegC – °C) |
| DEGC       | Degrees Celsius                                                                | Grad Celsius (°C) |
| DEL        | Delivery; Clearance Delivery                                                   | Freigabe (Einleitung von Freigaben); separate Flughafenfrequenz der Flugsicherung, auf der ausschließlich Freigaben der Flugstrecke vor dem Start erteilt werden |
| DEL        | Delete                                                                         | löschen |
| DELAG      | German Airship Transport Corporation                                           | Deutsche Luftschifffahrts-Aktiengesellschaft (die erste Fluggesellschaft) |
| Delte-ISA  |                                                                                | Aktuelle Temperaturabweichung von der Internationalen Standardatmosphäre (ISA) |
| DEM        | Demand                                                                         | Bedarf, Forderung |
| DEN ALT    | Density Altitude                                                               | Dichtehöhe |
| DENEG      | Fog Dispersal Operations                                                       | Maßnahmen zur Nebelauflösung (Wetterschlüssel für METAR und TAF) |
| DEP        | Departure; Depart                                                              | Start; Abfliegen; Abflug; separate Frequenz der Flugsicherung, auf der ausschließlich der Funkverkehr für den Abflug abgewickelt wird; auch: DP |
| DEP        | Departure Message                                                              | Abflugmeldung |
| DEP        | Depressurize                                                                   | Druckverlust, Senkung des Drucks |
| DEPA       | Deportee Accompanied                                                           | Begleiteter Abgeschobener |
| DEP CON    | Departure Control                                                              | Abflugkontrolle (Abteilung der Flugsicherung); auch: DPC |
| DEPO       | Deportee                                                                       | Abgeschobener |
| DEPR       | Depressurize                                                                   | Druck ablassen (Druck beseitigen) |
| DEPT       | Departure; Depart                                                              | Start; Abfliegen; Abflug |
| DEPT       | Department                                                                     | Abteilung |
| DEPU       | Deportee Unaccompanied                                                         | Unbegleiteter Abgeschobener |
| DER        | Departure End of Runway                                                        | Abflugseite der Startbahn |
| DER        | Designated Engineering Representative                                          | |
| DES        | Descent; Descending To                                                         | sinken, sinken auf |
| DESA       | Douglas El Segundo Airfoil                                                     | |
| DESALT     | Desired altitude                                                               | |
| DESC       | Descendt                                                                       | Sinkflug |
| DEST       | Destination                                                                    | Bestimmungsort, Ziel |
| DET        | Detent                                                                         | Sperre, gesperrt (z. B. Spoiler-Hebel in DET-Position) |
| DET        | Detection                                                                      | Nachweis, Erkennung (z. B. Fire prot det & warn – Feuer Schutz Erkennung und Warnung) |
| DET        | Detector                                                                       | Sensor |
| DETRESFA   | Distress phase                                                                 | Notstufe |
| DEU        | Display Electronic Unit                                                        | (Boeing 737 NG) Das Common Display System (CDS – siehe dort weitere Erläuterungen) besteht aus 6 LC-Flachbildschirmen (LC-Display Unit – DU) im Cockpit und zwei Display Electronic Units (DEU); die DEUs steuern die Display units; die Deus sammeln, verarbeiten und zeigen die Daten an – über analoge und digitale Anzeigen; jede der beiden DEUs kann als komplett selbstständige Quelle für Fluginformationen (für den Piloten und Kopiloten) dienen; normalerweise gibt die linke DEU ihre Daten auf den beiden Bildschirmen (DU) der Kapitäns und dem oberen Bildschirm über der Mittelkonsole (upper-center display) aus, die rechte DEU gibt ihre Daten auf den beiden DUs des Kopiloten und dem unteren Bildschirm über der Mittelkonsole (lower-center display) aus; sollte eine DEU ausfallen, dann kann schaltet das System automatisch alle 6 DUs auf die verbliebene DEU; die Piloten können aber auch manuell auf die andere DEU umschalten (falls sie einen Fehler vermuten, der nicht vom System entdeckt wurde) |
| DEV        | Deviation (Navigation)                                                         | Kompassablenkung durch Störungen innerhalb des Flugzeuges (die Werte sind der Deviationstabelle am Magnetkompass zu entnehmen) |
| DEWIZ      | Distant Early Warning Identification Zone                                      | An den Küstengewässern von Alaska und Kanada |
| DF; D/F    | Direction Finding; Direction Finder                                            | Peilgerät; Richtungsermittlung vom Flugplatz aus mittels Peilung des Sprechfunksenders |
| DFA        | Delayed Flap Approach                                                          | |
| DFDAC      | Digital Flight Data Acquisition Card                                           | (Boeing) |
| DFDAF      | Digital Flight Data Acquisition Function                                       | (Boeing) |
| DFDAU      | Digital Flight Data Acquisition Unit, Digital Flight Data Annunciation Unit    | (z. B. DFDAU ARINC 429 broadcast database) |
| DFDR       | Digital Flight Data Recorder                                                   | Digitaler Flugdatenschreiber (Flugschreiber) |
| DF FIX     | Direction Finding Fix                                                          | Mittels Funkpeilung bestimmte geographische Position des Flugzeugs |
| DFGS       | Digital Flight Guidance System                                                 | (McDonnell Douglas MD-80) Integriertes Computersystem zur Kontrolle der Fluglage in allen drei Ebenen, Geschwindigkeit, Stabilität, Schub und Navigation |
| D-FIS      | Data Link Flight Information Service                                           | |
| DFL        |                                                                                | Deutsche Forschungsanstalt für Luftfahrt |
| DFL        | Dry Film Lubricant                                                             | Trockenfilmschmiermittel |
| DFNP       |                                                                                | Deutscher Funknavigationsplan |
| DFS        | German Air Navigation Services                                                 | Deutsche Flugsicherung GmbH |
| DFV        | German Airline Dispatchers Association – GALDA                                 | Deutsche Flugdienstberater Vereinigung – Flugdienstberater |
| DFVLR      | German Aerospace Center                                                        | Deutsches Forschungszentrum für Luft- und Raumfahrt = Deutsches Zentrum für Luft- und Raumfahrt (DLR) |
| DG         | Directional Gyro; Heading Indicator                                            | Kurskreisel (zeigt das aktuelle Heading im HSI) |
| DGAC       | Direction Générale de l’Aviation Civile                                        | Französische Aufsichtsbehörde für Zivilluftfahrt |
| DGAC Esp   | Dirección General de Aviación Civil                                            | Spanische Aufsichtsbehörde für Zivilluftfahrt |
| DGAC Chile | Directión General de Aeronáutica Civil – Chile                                 | Chilenische Aufsichtsbehörde für Zivilluftfahrt |
| DGLR       | Deutsche Gesellschaft für Luft- und Raumfahrt                                  | Deutsche Gesellschaft für Luft- und Raumfahrt – Lilienthal-Oberth e. V., Bonn |
| D-GNSS     | Differential Global Navigation Satellite System                                | |
| DGPS       | Differential Global Positioning System                                         | Vorgänger-Version des derzeit als GBAS von ICAO in ICAO Annex Vol.I standardisierten GBAS SystemsDifferential-GPS ergänzt GPS um Korrekturdaten |
| DGR        | Dangerous Goods Regulations (Cargo Code)                                       | Gefahrgutvorschriften |
| DH         | Decision Height                                                                | Entscheidungshöhe über der Landebahn-Schwelle (beim Endanflug); Entscheidungshöhe über Grund (vergleiche auch Decision Altitude – DA); die Höhe über dem Aufsetzpunkt, die bei einem CAT II ILS-Anflug als Referenz bei der Entscheidung Einleitung des Fehlanflugverfahrens dient |
| DH         | Dead-Head                                                                      | Dead-Head-Flug; Leerflug |
| DHC        |                                                                                | Deutscher Hubschrauber Club |
| DHF        | Dead-Head-Flight; Positioning-Flight                                           | Dead-Head-Flug; Leerflug |
| DHMI       |                                                                                | türkische Flugsicherung |
| DHOV       | Depart from Hover                                                              | |
| DHV        |                                                                                | Deutscher Hängegleiterverband |
| DIAS       | Differential GNSS Instrument Approach System                                   | |
| DIF        | Diffuse                                                                        | diffus, ausstrahlend (Wetterschlüssel für METAR und TAF) |
| DIFF       | Difference, Differential                                                       | Differenz |
| DILC       | Diving Lamp in Cabin                                                           | Tauchlampe im Handgepäck |
| DILH       | Diving Lamp in Hold                                                            | Tauchlampe im aufgegebenen Gepäck |
| Dip        | Kimmtiefe                                                                      | siehe Horizont#Horizont in der Nautik, Kimmlinie |
| DIPB       | Diplomatic Baggage                                                             | Diplomatengepäck |
| DIR        | Director                                                                       | Arbeitsplatzposition für Fluglotsen; der Direktor bekommt die Flugzeuge von der Anflugkontrolle (APPROACH) übergeben und bringt sie dann sicher auf das ILS (Kurs und Gleitpfad); er entlastet den Anfluglotsen (Approach Controller) außerdem bei starkem Flugverkehr |
| DIR        | Direct                                                                         | direkt |
| DIR/INTC   | Direct/Intercept course                                                        | eine Seite im Flight Management Computer |
| DIS        | Distance                                                                       | Entfernung |
| DISC       | Disconnect                                                                     | trennen |
| DISCH      | Discharge                                                                      | entleeren (meist Feuerlöschsystem) |
| DISCONT    | Discontinued                                                                   | unterbrochen |
| DISP       | Dispatch                                                                       | |
| DISPL      | Displaced                                                                      | versetzt |
| DISPL      | Display                                                                        | Anzeige |
| DIST       | Distance                                                                       | Entfernung |
| DIV        | Diversion                                                                      | Ausweichflug zum Alternate-Flughafen |
| DIV        | divert; diverting                                                              | ausweichen – zum Alternate-Flughafen |
| DK         | Deck                                                                           | |
| DL         | Delta                                                                          | |
| D/L        | Datalink                                                                       | Datenverbindung |
| DLA        | Delay; Delayed                                                                 | Verspätung, verspätet |
| DLA        | Delay Message                                                                  | Verspätungsmeldung |
| DLBA       | Douglas Long Beach Airfoil                                                     | |
| DLC        | Direct Lift Control                                                            | Durch Fly-By-Wire ist eine Auftriebsänderung mittels kombiniertem HR und Klappenausschlag möglich ohne Änderung des Längsneigungswinkels |
| DLC        | Delayed Clearance                                                              | |
| DLD        | Demonstrated Landing Distance                                                  | |
| DLI        | Dead Load Index                                                                | (auf dem Loadsheet) |
| DLIP       | Data link Interface Protocol                                                   | |
| DLIR       | Downward Looking Infrared (Sensor)                                             | Nach unten blickender Infrarot-Sensor (siehe auch: FLIR – Forward Looking Infrared – in Flugrichtung blickender Infrarot-Sensor; SLIR – Sideways Looking Infrared – zur Seite blickender Infrarot-Sensor) |
| DLK        | Datalink                                                                       | Telexkommunikation Luft-Boden |
| DLODS      | Duct Leak Overheat Detection System                                            | (Boeing 777) |
| DLQ        | Deck Landing Qualification                                                     | Eignung für bordgestützten Flugbetrieb |
| DLP        | Data Link Processor                                                            | |
| DLR        | Deutsches Zentrum für Luft- und Raumfahrt                                      | Deutsches Zentrum für Luft- und Raumfahrt |
| DLS        | Data Load System                                                               | |
| DLY        | Daily                                                                          | täglich |
| DM         | Disconnected Mode                                                              | |
| D/M        | Descent and Maintain                                                           | sinken (auf …) und Höhe dann halten (z. B. D/M FL 120) |
| DMAN       | Departure Manager                                                              | Abflugmanager |
| DMC        | Display Management Computer                                                    | Erhält Signale vom VOR Receiver und bringt diese auf dem Navigation Display zur Anzeige |
| DMC        | Direct Maintenance Cost                                                        | |
| DME        | Distance Measuring Equipment                                                   | Messung der Schrägentfernungs durch Laufzeitmessung von Abfrage- und Antwortsignalen zwischen dem DME-Interroagtor eines Luftfahrzeuges und einem DME-Transponder am Boden; DME wird oft als Synonym verwendet ohne anzugeben ob auf DME der erste ICAO DME Generation von 1950, oder auf DMET (T für auf TACAN Spezifikationen aufbauend), das heutige DME/N, DME/W (DME/W für Wide Spektrum Version eines DME/N)Nr. 3.5.3.1.3.e oder DME/P Nr. 3.5 (P für Precision) verwiesen wird |
| DME/N      | DME/Narrow Spectrum                                                            | DME/N mit einem den Vorgaben für TACAN enstrechenden schmäleren Spektrum im Vergleich zu dem in 1950 standardisierten DME |
| DME/P      | DME/Precission                                                                 | Modifizierung des DME/N Standards zur Erzielung einer höheren Genauigkeit für Nutzung als MLS/DME/P Nr. 3.5 |
| DMET       | DMETacan based                                                                 | DMET wurde zu Beginn der Standardisierung von DME/N verwendet um die Nutzung der TACAN Spezifikationen für die Schrägentfernungsmessung zu verdeutlichen |
| DME/W      | DME/Wide Spectrum                                                              | DME/WNr. 3.5.3.1.3.e waren zur Einführung von DME/N zulässig und entsprachen bis auf ein breiteres HF-Spectrum dem Standard für DME/N |
| DMG        |                                                                                | Deutsche Meteorologische Gesellschaft (Internetseite der DMG) |
| DML        | Distributed Mode Loudspeakers                                                  | |
| DMLS       | Doppler Microwave Landing System                                               | Doppler Mikrowellenlandesystem |
| DMM        | Data Memory Module                                                             | (Boeing) |
| DMOD       | Distance Modification                                                          | siehe: Traffic Alert and Collision Avoidance System |
| DMPI       | Desired Mean Point of Impact                                                   | Geplanter Mittelpunkt der Einschläge (beim Abwurf mehrerer Bomben oder von Streumunition) |
| DMtCs      | Disqualifying Mental Conditions                                                | (nach FAR 67.207 Mental) |
| DMU        | Data Management Unit                                                           | |
| DN         | Down                                                                           | nach unten |
| DNA        | Does Not Apply                                                                 | nicht anwendbar; trifft nicht zu |
| DNG        | Danger; Dangerous                                                              | Gefahr; gefährlich |
| DNG        | Downgrader                                                                     | In niedrigerer Sitzklasse platzierter Passagier |
| DNL        | Day-Night Sound Level                                                          | Lärmmessung am Flughafen – über 24 Stunden gemessen – mit besonderer Gewichtung des Nachtlärms zwischen 22:00 und 7:00 Uhr (10 dB „Strafaufschlag“) – der Umweltlärm (ohne Luftfahrt) bewegt sich um die 50–55 dB – die 65 dB Lärmkurve wird auf einer Flughafenkarte eingezeichnet – innerhalb dieser Fläche sollten keine Wohnhäuser stehen – siehe: Luftverkehr (ökologische Auswirkungen) |
| DNIF       | Duty Not Including Flying                                                      | (beim Militär:) (zeitweise oder auf Dauer) flugdienstunfähig (keine Fliegertauglichkeit) – (umgangssprachlich eingedeutscht manchmal auch: Darf nicht ins Flugzeug) |
| DNTKFX     | Down Track Fix                                                                 | Down-track fix feature des Flight Management Systems – zeichnet eine Linie auf oder dicht neben die Kurslinie – sollte benutzt werden, falls im Reiseflug auf der Karte des Navigationsdisplays kein Flugplatz angezeigt wird – so weiß man immer, wo man im Notfall landen kann; bei der Boeing 767 erzeugt der Down Track Fix- Modus (Feature) eine 400 NM lange gestrichelte grüne Linie – das ist meist lang genug, um die Distanz vom Fix (Fix – ist ein gewählter Punkt – irgendein markanter Punkt – meist entlang des geplanten Kurses – oder hier Richtung Notlandeflughafen) bis zur magenta Linie abzudecken (??? was ist damit gemeint???) – im Fall einer Kursabweichung kann man so den ursprünglichen Kurs leicht wiedererkennen |
| DNWND      | Downwind                                                                       | Gegenanflug (Abschnitt der Platzrunde) |
| DO         | Director of Flight Operations                                                  | Direktor für Flugoperationen (eine Managementposition bei Fluglinien und im Firmenflugverkehr; er legt für die Flugbesatzung die Company Procedures fest; er ist verantwortlich für den sicheren und effizienten Betrieb der Flugzeuge der Gesellschaft) |
| DOC        | Document                                                                       | Dokument |
| DOC        | Direct Operating Costs                                                         | direkte Betriebskosten |
| DOD        | Department of Defense (USA)                                                    | Verteidigungsministerium der Vereinigten Staaten |
| DOF        | Date Of Flight                                                                 | Datum des Fluges; Tag des Abfluges |
| DOF        | Degree of Freedom                                                              | Freiheitsgrad – zum Beispiel am Full Flight Simulator (Flugsimulator) |
| DOHC       | Double Overhead Camshaft                                                       | Doppelte Obenliegende Nockenwelle |
| DOI        | Dry Operating Index                                                            | Faktornormiertes Moment in der Beladeplanung von Verkehrsflugzeugen |
| DOM        | Depth of Modulation                                                            | Modulationindex bei Amplitudenmodulierten Communication and Navigation Sendern |
| DOM        | Dry Operating Mass                                                             | Betriebsleergewicht eines Flugzeuges bestehend aus dem eigentlichen Flugzeugleergewicht plus Gewicht von Crew inklusive Crewgepäck, Bordverpflegung, Zeitschriften etc. und Trinkwasser |
| DOM        | Domestic                                                                       | Inland (Inlandsflug) |
| DOP        | Position Dilution of Precision                                                 | Statistische Genauigkeitsangabe des GPS-Gerätes |
| DOP        |                                                                                | Doppler Radar (Niederschlagsradar) |
| DOT        | Department Of Transportation (USA)                                             | Verkehrsministerium der Vereinigten Staaten |
| DOTS       | Dynamic Ocean Track System                                                     | |
| DOW        | Dry Operating Weight                                                           | Betriebsleermasse; Einsatz-Leergewicht; operationelles Grundgewicht |
| DP         | Dew Point                                                                      | Taupunkt (Wetterschlüssel für METAR und TAF) |
| DP         | Departure Procedure                                                            | Abflugverfahren (z. B. SID – Standard Instrument Procedure) |
| DP         | de-icing pads                                                                  | Enteisungsflächen (am Flughafen) |
| DPCR       | Departure Procedure                                                            | Abflugverfahren |
| DPCU       | Digital Passenger Control Unit                                                 | (Boeing) |
| DPE        | Unit Load Device (ULD)                                                         | IATA-ID-Code für einen bestimmten Typ Luftfrachtcontainer – LD2 Catering-Container – siehe: Flugzeugessen |
| DPE        | Designated Pilot Examiner                                                      | |
| DPI        | Departure Planning Information                                                 | voraussichtliche Abflugzeiten |
| DPI        | Desired Point of Impact                                                        | Geplanter Punkt des Einschlags einer einzelnen Bombe (Planungswert für den Einsatz von Präzisionswaffen) |
| DPP        | Decision Point Procedure                                                       | Entscheidungspunktverfahren; Reclearance (ein Verfahren zur Neuberechnung des Treibstoffbedarfs während des Fluges – am Entscheidungspunkt) |
| DPT        | Depth                                                                          | Tiefe |
| DQF        | Unit Load Device (ULD)                                                         | IATA-ID-Code für einen bestimmten Typ Luftfrachtcontainer – LD8 Container |
| DR         | Dead Reckoning                                                                 | Koppelnavigation, koppeln |
| DR         | Drifting; low drifting                                                         | treibend; sich verschiebend (Wetterschlüssel für METAR und TAF) |
| DR         | Door                                                                           | Tür (z. B. OIL DR – Oil Cooler Door – verstellbare Öffnung für die Ölkühlung; CABIN DR UNSAFE – Außentür nicht geschlossen – Anzeige am Annunciator Panel) |
| DR         | Drain                                                                          | |
| DRES       | Real-time and Embedded System                                                  | Verteilte Systeme, die in Echtzeit arbeiten (so arbeiten die vielen Computer in großen Flugzeugen zusammen) (Echtzeitsystem) |
| DRF        |                                                                                | Deutsche Rettungsflugwacht |
| DRG        | During                                                                         | während |
| DRM        | Dispatch Resource Management                                                   | |
| DROTAM     | Drone-NOTAM                                                                    | Informiert Piloten über (unbemannte) Drohnenflüge über 200 ft AGL |
| DRPFF      | Dropoff                                                                        | Abwurf (Absprung von Fallschirmspringern) (Fallschirmspringen) |
| DRSN       | Drifting snow                                                                  | Schneefegen |
| DRVSM      | Domestic Reduced Vertical Separation Minimums                                  | (USA); siehe: RVSM |
| DS         | Dust Storm                                                                     | Staubsturm (Wetterschlüssel für METAR und TAF) |
| DSB        | Double Side Band                                                               | Zweiseitenband (Funk) – siehe: Seitenband |
| DSCH       | Discharge                                                                      | entleeren (Feuerlöscher auslösen) |
| DSCNT      | Descend                                                                        | Sinken |
| DSF        | Display System Function                                                        | (Boeing) |
| DSMA       | Douglas Santa Monica Airfoil                                                   | |
| DSO        | Defensive System Officer                                                       | Besatzungsmitglied eines Kampfflugzeuges, das für die Verteidigungssysteme des Flugzeuges verantwortlich ist – z. B. bei der Rockwell B-1 (Waffensystemoffizier) |
| DSP        | Display Select Panel                                                           | (Boeing) |
| DSPLCD THR | Displaced Threshold                                                            | Versetzte Landebahnschwelle |
| DSR        | Display System Replacement                                                     | |
| DST        | Daylight Saving Time                                                           | Sommerzeit |
| DSTNG      | Dusting                                                                        | Sprüheinsatz (Sprühflugzeug) – siehe: Agrarflugzeug |
| DSTRS      | Dusters                                                                        | Sprühflugzeuge |
| DT         | Daylight Saving Time                                                           | Sommerzeit |
| DT         | Displaced Threshold                                                            | Versetzte Landebahnschwelle |
| DTAM       | Descend To and Maintain                                                        | Sinken auf (Höhenangabe) und (dann Höhe) beibehalten |
| DTAS       | Digital Terminal Automation System                                             | |
| DTCH       | Ditch                                                                          | Wasserlandung (???); Absturz ins Wasser (???) |
| DTED       | Digital Terrain Elevation Data                                                 | |
| DTG        | Date Time Group                                                                | Datum-Zeit-Zahlengruppe (Wetterschlüssel für METAR und TAF) |
| DTG        | Distance To Go                                                                 | Verbleibende Entfernung (bis zum Wegpunkt oder zum Ziel) |
| DTOP       | Dual Threshold Operation                                                       | Zweischwellenbetrieb – siehe HALS/DTOP |
| DTK        | Desired Track                                                                  | |
| DTRT       | Deteriorate, Deteriorating                                                     | verschlechtern, verschlechternd |
| DTW        | Dual Tandem Wheels                                                             | Doppelrad-Tandem |
| DU         | Display Unit                                                                   | Anzeigefeld |
| DU         | Widespread Dust                                                                | Sichtbeeinträchtigung durch ausgedehnten Dunst – wird nicht bei Sichten über 3000 m gemeldet (Wetterschlüssel für METAR und TAF) |
| DUAT       | Direct User Access Terminal                                                    | Ein Informationssystem der FAA für das selbstständige Wetterbriefing; für den Piloten über Internet erreichbar; zur Flugplanabgabe oder Änderung; für Wetterinformationen – mit Daten der NWS und FAA |
| DUATS      | Direct User Access Terminal System                                             | siehe: DUAT |
| DUC        | Dense Upper Clouds                                                             | dichte Höhenwolken (Wetterschlüssel für METAR und TAF) |
| DULF       |                                                                                | Deutscher Ultraleichtflugverband e. V. |
| DUR        | Duration; During                                                               | Dauer (Wetterschlüssel für METAR und TAF) |
| DURC       | During Climb                                                                   | Während des Steigfluges |
| DURD       | During Descent                                                                 | Während des Sinkfluges |
| DVFli      |                                                                                | Dienstvorschrift für das fliegende Personal der Lufthansa |
| DVFR       | Defense Visual Flight Rules                                                    | |
| DVO        |                                                                                | Durchführungsverordnung |
| DVOR       | Doppler-VOR                                                                    | UKW-Drehfunkfeuer mit Ausnutzung des Dopplereffekts |
| DVORTAC    | Doppler VOR und TACAN                                                          | Kombination aus DVOR und TCAN-Anlage |
| DVRSN      | Diversion                                                                      | Umleitung (z. B. wegen Wetter) |
| DW         | Dual Wheels                                                                    | Doppelrad |
| DWNDRFT    | Downdraft                                                                      | Abwärts-Windbewegung |
| DWNHLL     | Downhill                                                                       | bergab |
| DWD        | German Meteorological Service                                                  | Deutscher Wetterdienst |
| DZ         | Dropping Zone                                                                  | Abwurfzone |
| DZ         | Drizzle                                                                        | Sprühregen (= Nieselregen) (Wetterschlüssel für METAR und TAF) |

zum Buchstabenanfang – D … (zum Anfang der Liste) … (zum nächsten Buchstaben – E)